# Marienkäfer

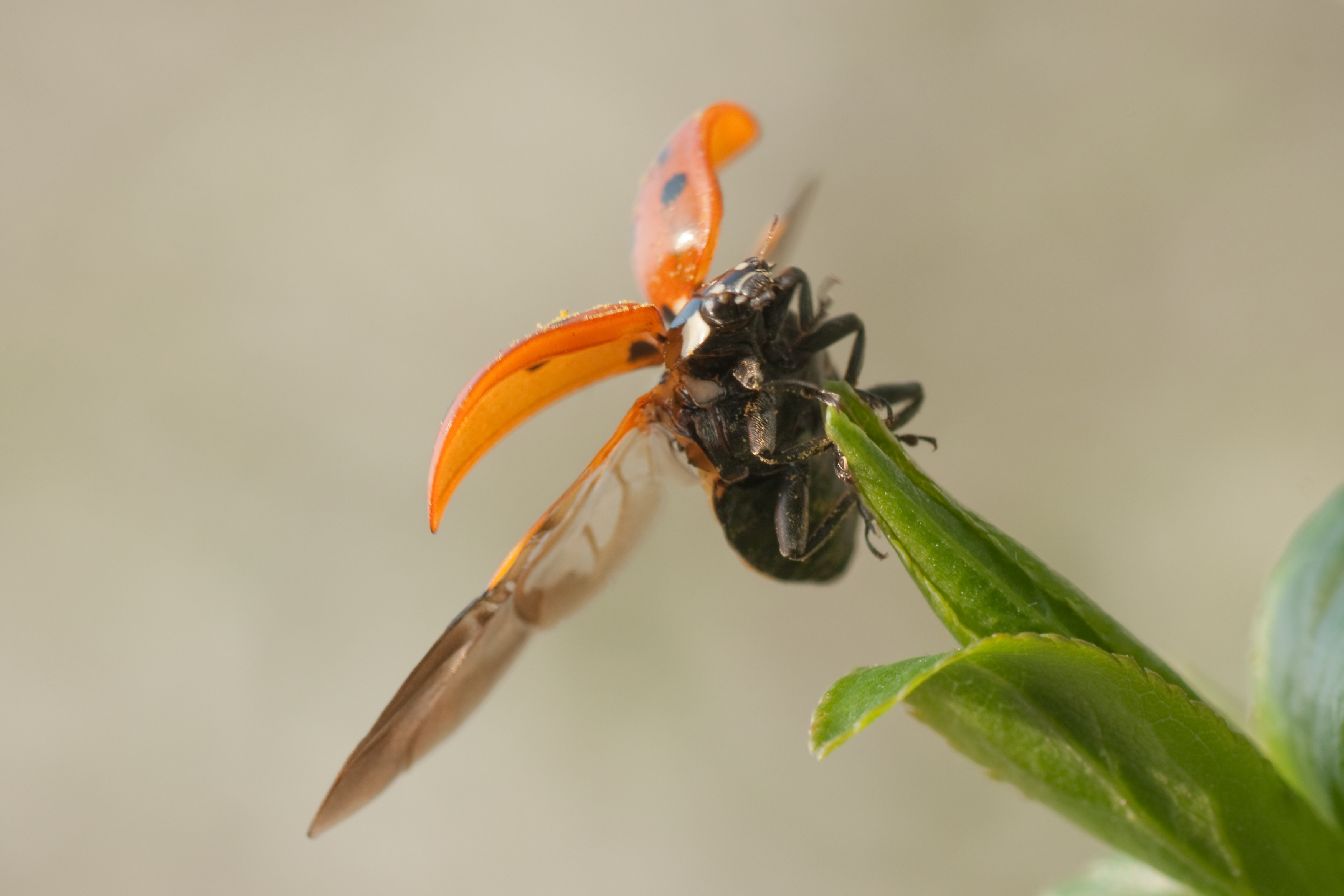
Siebenpunkt beim Start von einer Pflanze

Körperbau des Marienkäfers

Die Marienkäfer (Coccinellidae) sind eine weltweit verbreitete Familie halbkugeliger, flugfähiger Käfer, deren Deckflügel meist eine unterschiedliche Anzahl von auffälligen Punkten aufweisen. Viele Arten ernähren sich von Blatt- und Schildläusen. Es sind mehr als 6000 Arten bekannt.
Die Marienkäfer sind bei der Bevölkerung beliebt und tragen die unterschiedlichsten Namen in der jeweiligen lokalen Umgangssprache. Die Beliebtheit begründet sich unter anderem darin, dass sie im Gartenbau und der Landwirtschaft nützlich sind, da sie allein in ihrer Larvenzeit je nach Art bis zu 3000 Pflanzenläuse oder Spinnmilben fressen.
Sie sind in ihrem Aussehen variabel, was ihre Bestimmung erschwert. Dieselbe Art kann in dutzenden Mustervarianten auftreten. Manche, wie etwa der Luzerne-Marienkäfer, erreichen sogar über 4000 gezählte Varianten. Früher wurden diese Varianten innerhalb derselben Art mit eigenen Namen belegt, beispielsweise beim Zweipunkt-Marienkäfer (Adalia bipunctata) mit über 150 Bezeichnungen, die allerdings heute nicht mehr verwendet werden und wissenschaftlich bedeutungslos sind. Bei manchen Untergruppen – etwa innerhalb der Tribus Scymnini – kann eine Bestimmung schwierig sein und zuverlässig nur aufgrund einer Untersuchung der Genitalorgane erfolgen. Neben den Genitalien sind die Kopfkapsel, der Kopfschild und die Fühleransätze oft zuverlässige Unterscheidungsmerkmale ähnlicher Arten.
Die Käfer können gut fliegen und erreichen 75 bis 91 Flügelschläge pro Sekunde. Manche Arten wie der Licht-Marienkäfer (Calvia decemguttata) werden in der Nacht durch künstliches Licht angelockt. Das lässt auf nächtliche Ausbreitungsflüge schließen.

## Merkmale

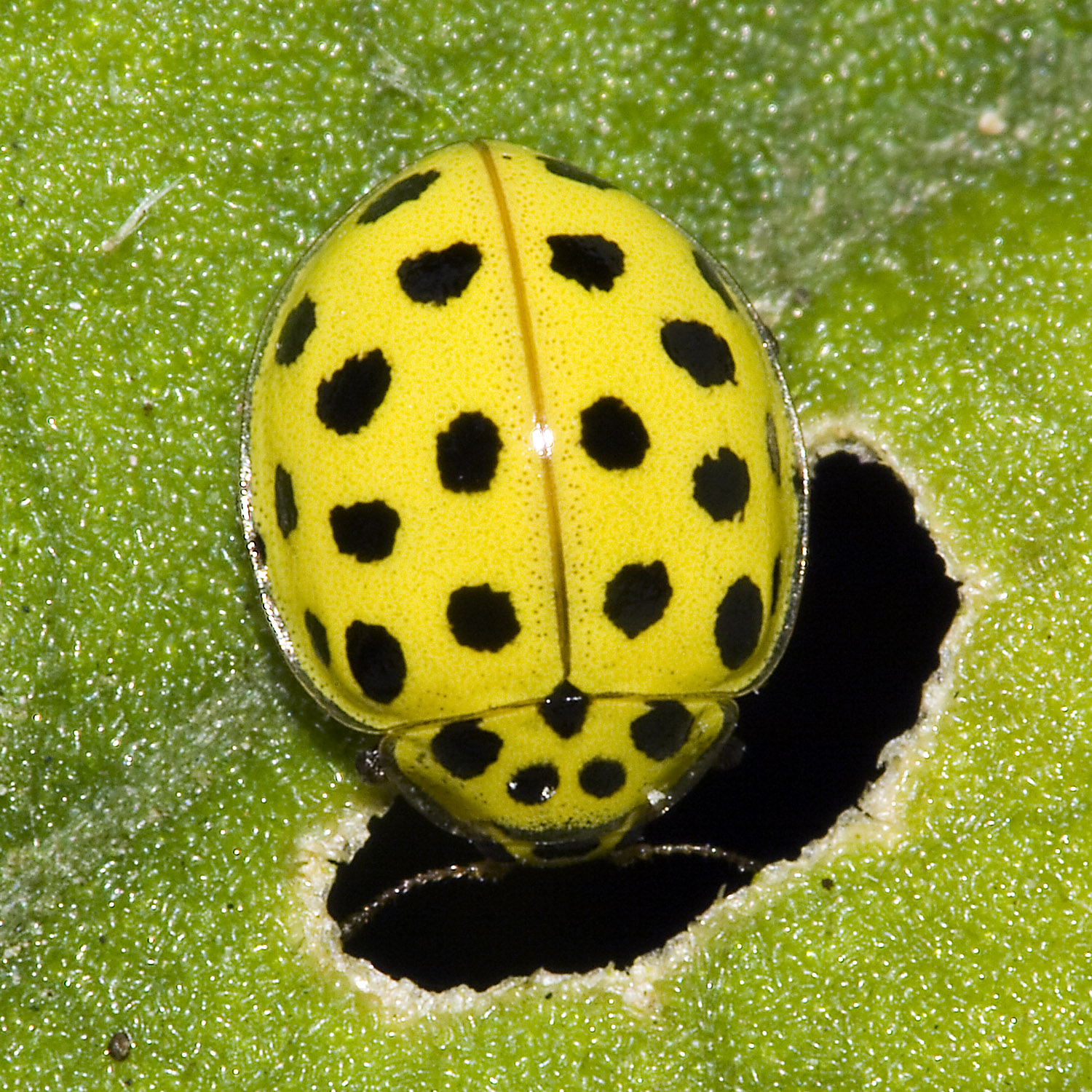
Zweiundzwanzigpunkt

Die Körpergröße der stark gewölbten, kurzen, halbkugelförmigen oder ovalen Käfer variiert von 1 bis 12 Millimetern. Der Kopf, die Brust sowie die Unterseite sind meist schwarz gefärbt. Es gibt aber auch Käfer mit hellbraunen oder rostbraunen Unterseiten. Die Farbe des Kopfes richtet sich meist nach der Farbe des restlichen Körpers und kann sehr unterschiedlich sein. Die Fühler sind relativ lang, meist elfgliedrig und am Ende keulenförmig verdickt. Bei einigen Artengruppen ist die Anzahl der Fühlerglieder reduziert. So haben etwa die Antennen der Chilocorini nur acht oder neun Glieder und sind deswegen kürzer. Die Enden der Kiefertaster mitteleuropäischer Arten sind beilförmig. Die Mandibeln sind allgemein zwischen den verschiedenen Arten äußerst unterschiedlich, da die Tiere sich an die jeweilige Nahrung angepasst haben. Einige Arten haben einen behaarten Körper, doch die Deckflügel der bekanntesten Arten sind ohne Struktur und völlig glatt. Bei manchen Arten (beispielsweise Chilocorini) ist der Rand der Deckflügel mehr oder weniger stark nach oben gebogen.
Die Beine ähneln im Bau jenen anderer Käfer. Die Tarsen bestehen ebenfalls aus vier Gliedern, von denen aber das zweite stark gelappt und das dritte oft klein ausgeprägt ist. Nur bei wenigen Arten gibt es eine Reduktion auf drei Tarsenglieder.

### Färbung

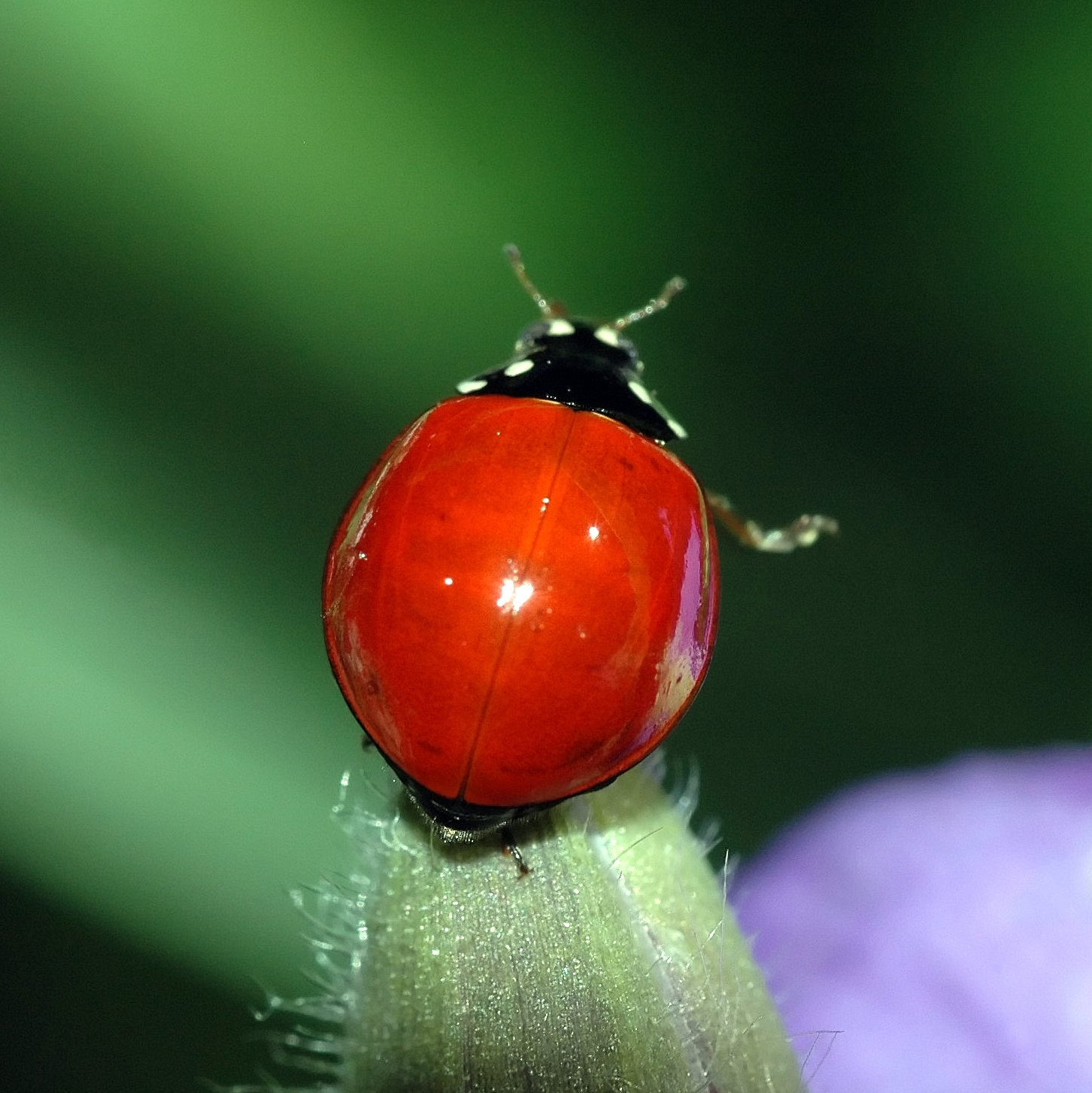
Marienkäfer ohne Punkte

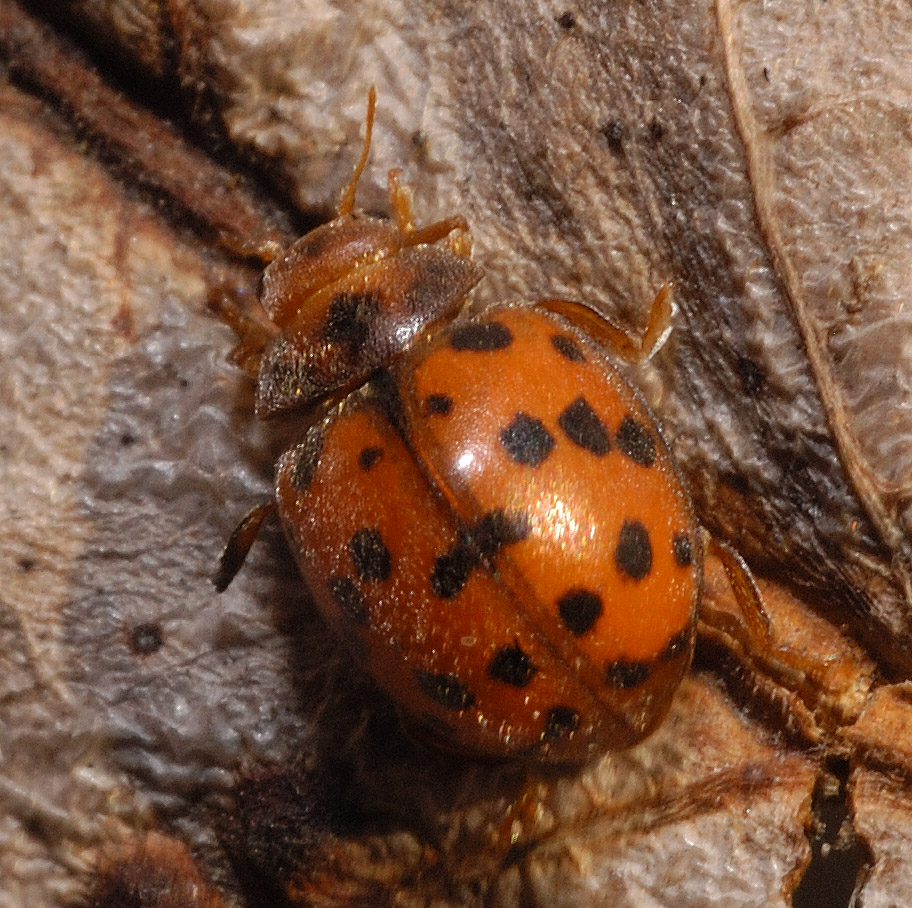
Vierundzwanzigpunkt (Subcoccinella vigintiquatuorpunctata)

Die Körperfarbe kann von hellbeige über gelb, orange, alle Brauntöne, rosa, rot bis zu schwarz variieren. Die bekanntesten Vertreter der Marienkäfer haben rote, gelbe, schwarze oder braune Deckflügel. Der in Deutschland bekannteste Marienkäfer, der Siebenpunkt-Marienkäfer (Coccinella septempunctata), verdankt seine Farbe Lycopin, das auch die Tomaten rot färbt, und α- und β-Carotin, die auch für die Farbgebung der meisten anderen Arten wichtig sind. Die schwarze Farbe wird durch ein Melanin erzeugt. Bei frisch geschlüpften Tieren zeigt sich ihre Färbung erst nach einigen Stunden. Sie sind am Anfang fast weiß oder gelblich, und das Chitin ist noch nicht ausgehärtet. Bei der Art Sospia vigintiguttata sind die Käfer im ersten Jahr braun und färben sich erst während der Überwinterung schwarz. Umwelteinflüsse beeinträchtigen die Verfärbung. Ab Temperaturen unter 20 °C kann sie auftreten und wird durch hohe Luftfeuchtigkeit beschleunigt und durch starke Lichteinstrahlung verringert.
Bei manchen Arten kommen auch verschiedene Färbungen innerhalb der Art vor, so gibt es den Zweipunkt-Marienkäfer rot mit schwarzen Punkten, aber auch seltener umgekehrt als schwarzen Käfer mit roten Punkten (Melanismus). In maritimen, feuchten Gegenden und in großen Ballungszentren mit ausgeprägter Industrie entwickeln sich deutlich mehr schwarze Formen. Das lässt auch auf die Beeinflussung durch die Umwelt schließen. Die schwarzen Formen sind dominanter als die roten und bringen deswegen auch mehr dunkle Nachkommen zur Welt.
Die rote Form des Zweipunkt-Marienkäfers hat eine höhere Überlebenschance während der Überwinterung, die schwarzen vermehren sich dafür umso besser und gleichen die Verluste aus. Der Grund hierfür ist, dass die Käfer, wie alle Insekten, wechselwarm (poikilotherm) sind. Das heißt, dass sich ihre Körpertemperatur nach der Umgebungstemperatur richtet. Schwarz gefärbte Körperteile absorbieren stärker als rot gefärbte Körperteile. Bei Beleuchtung liegt die Körpertemperatur der schwarzen Variante ca. 5,5 °C, die der roten Variante ca. 3 °C über der Umgebungstemperatur von 18 °C. Das beschleunigt auch die Stoffwechselaktivität der Tiere. Im Winter ist das aber wegen der großen Temperaturschwankungen von Nachteil. Folge ist eine höhere Mortalität.
Die auffällige Färbung dient als Warnsignal an Fressfeinde. Zusätzlich haben Marienkäfer einen unangenehmen, bitteren Geschmack, der sie unattraktiv macht. Sie können bei Gefahr auch ein gelbliches Sekret aus einer Öffnung in den Gelenkhäuten absondern (Reflexbluten). Dieses Wehrsekret vertreibt zum einen durch seinen unangenehmen Geruch Feinde, zum anderen enthält es giftige Alkaloide (Coccinellin). Gleichzeitig stellen sich die Marienkäfer dabei tot (Thanatose) und ziehen ihre Beine in kleine Vertiefungen (Kehlungen) an der Körperunterseite ein. Bei bestimmten Arten der Epilachnini wird die gelbe Flüssigkeit aus speziellen Dermaldrüsen ausgesondert.

### Punkte
Das Charakteristische an den Marienkäfern sind die symmetrisch angeordneten Punkte auf ihren Deckflügeln. Sie sind meist schwarz, es gibt aber auch Käfer, die helle, rote oder braune Punkte tragen, wobei Arten mit 2, 4, 5, 7, 10, 11, 13, 14, 16, 17, 18, 19, 22 und 24 Punkten vorkommen. Innerhalb einzelner Arten können die Punkte auch variieren. Entweder haben die Käfer keine, oder die Punkte verschmelzen miteinander so, dass fast der ganze Körper schwarz ist. Die Anzahl der Punkte gibt entgegen einem weit verbreiteten Irrtum nicht das Alter des Käfers an, vielmehr ist die Zahl der Punkte charakteristisch für jede Art und ändert sich während des Lebens des Käfers nicht. Innerhalb der nahen Verwandtschaft einzelner Arten (so in der Gattung Coccinella) ähneln sich die Punktvariationen.

### Larven

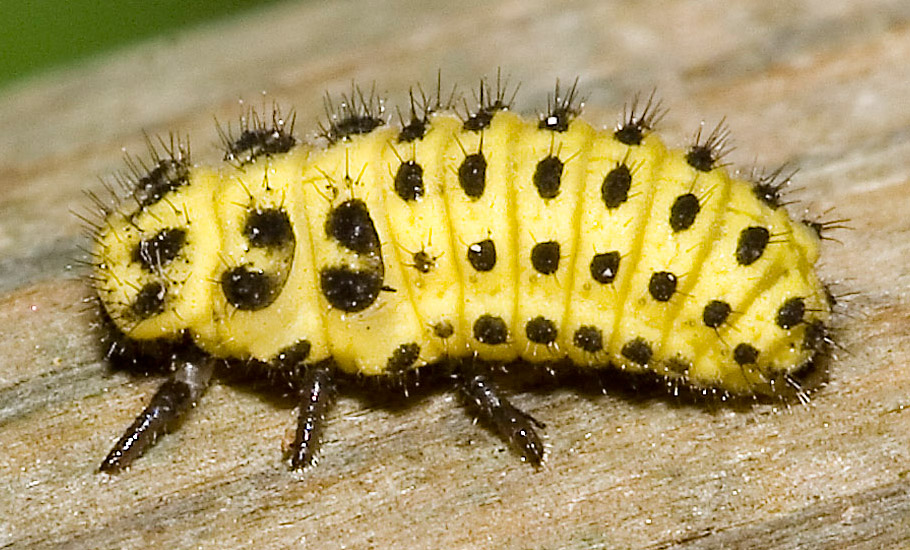
Larve des Zweiundzwanzigpunkts (Psyllobora.vigintiduopunctata)

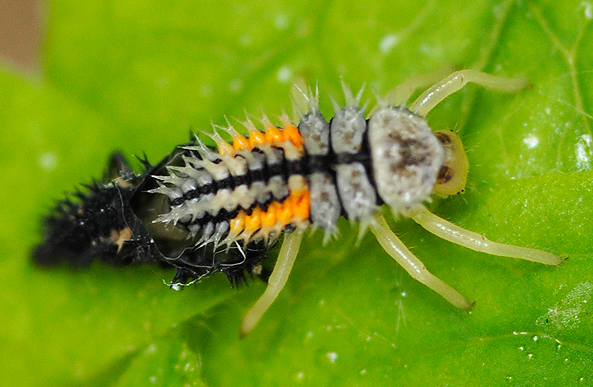
Frisch gehäutete Marienkäferlarve

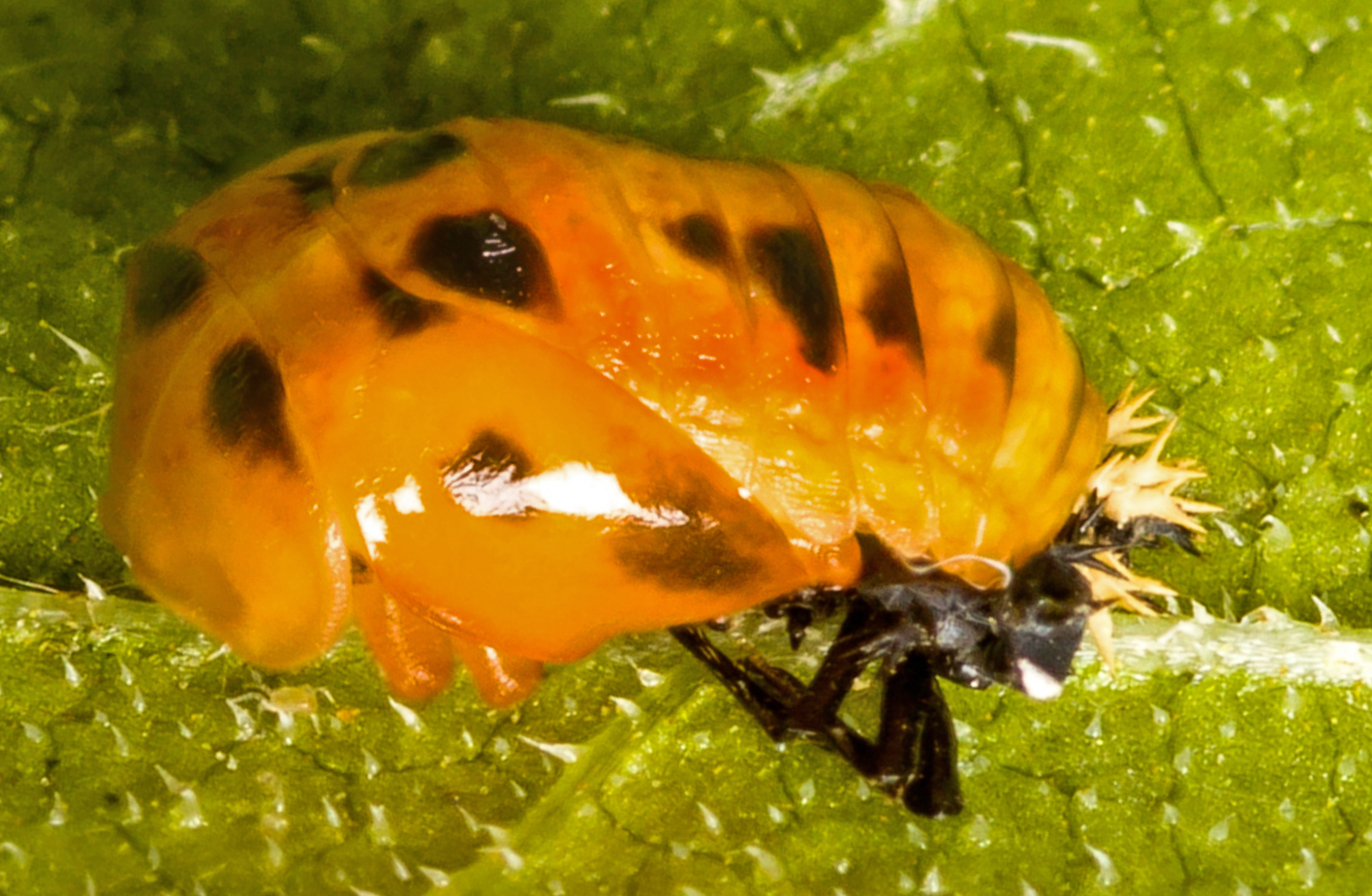
Die Larve eines asiatischen Marienkäfers während der Metamorphose.

Das Erscheinungsbild der Larven ist je nach Art sehr vielfältig. Die meisten sind langgestreckt und plump. Ihre Länge variiert zwischen 1,5 und 15 Millimetern. Die meisten sind blaugrau, braun oder gelb gefärbt und haben gelbe, orangefarbene oder rote Flecken. Sie haben schwarze oder rote Warzen auf dem Körper verteilt, aus denen borstige Haare oder Dornen entspringen. Oft lässt sich von ihrer Färbung auf den ausgewachsenen Käfer schließen. So ist etwa die Larve des Zweiundzwanzigpunkt-Marienkäfers wie der Käfer gelb und schwarz gepunktet. Sie sind bis auf die Stethorini mit einer Wachsschicht überzogen, die sie unter anderem vor Ameisen schützt. Die Larven einiger Arten (etwa die des Siebenpunkt-Marienkäfers) haben verhältnismäßig lange Beine und sehen so „verkleinerten Libellenlarven“ ähnlich.

### Sexualdimorphismus
Bei den meisten Marienkäferarten unterscheiden sich die Geschlechter nur sehr wenig. Die Männchen sind grundsätzlich etwas kleiner und leichter als die Weibchen, doch die Werte liegen zu eng beieinander und variieren so stark, dass auf diese Weise keine Bestimmung erfolgen kann. Das fünfte Hinterleibsglied (Sternit) der Weibchen ist etwas spitzer zulaufend geformt als jenes der Männchen, es gibt aber auch Arten, wo nicht nur der Körperbau, sondern auch die Färbung unterschiedlich ist. Das ist bei vielen Arten der Gattung Scymnus oder beim Vierzehnpunkt-Marienkäfer (Propylea quatuordecimpunctata) der Fall. Auch beim Nadelbaum-Marienkäfer (Aphidecta obliterata) gibt es farbliche Unterschiede. Die Männchen sind einfarbig braun, nur die Weibchen bilden unterschiedlich stark ausgeprägte dunkle Partien an den Deckflügeln aus.

## Ernährung

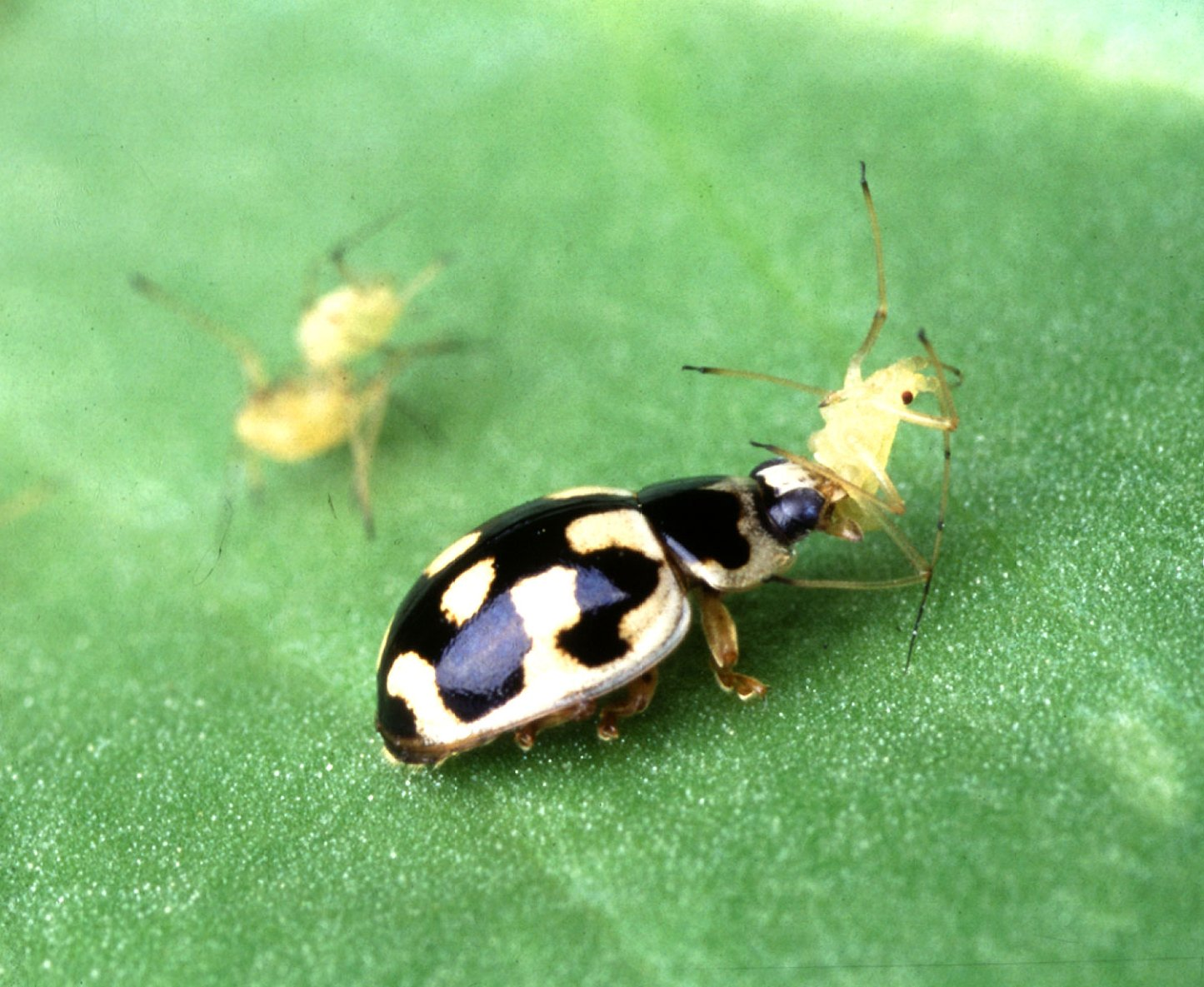
Vierzehnpunkt (Propylea quatuordecimpunctata) beim Fressen einer Blattlaus

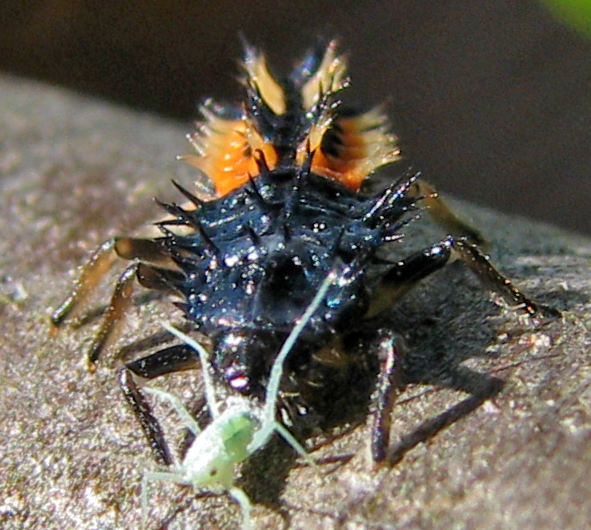
Larve beim Fressen

Die Hauptnahrung vieler Marienkäferarten und ihrer Larven sind Blatt- und/oder Schildläuse. Bei genügend großem Angebot fressen sie bis zu 50 Stück pro Tag und mehrere tausend während ihres gesamten Lebens. Die Käfer werden daher zu den Nützlingen gezählt und für die biologische Schädlingsbekämpfung gezüchtet. Zum Nahrungsspektrum zählen außerdem Spinnmilben, Wanzen, Fransenflügler, Käfer-, Blattwespen- und gelegentlich sogar Schmetterlingslarven. Es gibt jedoch auch Arten, die sich pflanzlich ernähren und dadurch selbst zum Teil als Schädlinge in Erscheinung treten (Unterfamilie Epilachninae, darunter der Vierundzwanzigpunkt-Marienkäfer). Wieder andere Arten leben von Mehltau- oder Schimmelpilzen (Tribus Halyziini und Psylloborini, darunter der Sechzehnfleckige Marienkäfer und der Zweiundzwanzigpunkt-Marienkäfer). Wenn Nahrung knapp ist, greifen an sich räuberische Arten manchmal auch auf pflanzliche Nahrung zurück. Das sind oft Früchte, aber auch Pollen. Die Larven der Bulaea lichatschovi ernähren sich ausschließlich von Pollen.
Im letzten Larvenstadium vertilgen die Larven die meiste Nahrung. Dieses Stadium wird durch eine hohe Umgebungstemperatur beschleunigt. Dadurch werden sie, insbesondere die der Gattung Coccinella, gefräßiger, vertilgen aber insgesamt weniger Läuse, obwohl diese sich dann wegen der für sie besseren Bedingungen ohnehin stärker vermehren. Andererseits können bei schlechten „Blattlausbedingungen“ die Coccinella zum völligen Verschwinden der Läuse beitragen. Die Anzahl der Jäger und der Beute reguliert sich aber von selbst. Da die Marienkäferlarven bei Nahrungsmangel sehr empfindlich reagieren, treten nach einem Jahr mit vielen Läusen und den daraus resultierenden vielen Käfern im folgenden Jahr wenige Käfer auf, da zu wenig Beute vorhanden ist, um die Entwicklung aller neuen Larven zu gewährleisten.
Marienkäfer und vor allem ihre Larven sind auch Kannibalen. Besonders bei Massenauftreten fressen sich die Tiere gegenseitig. Die zuerst schlüpfenden Larven fressen auch regelmäßig ihre noch nicht geschlüpften Artgenossen, wodurch oft über die Hälfte der Eier verloren geht.

## Vorkommen

### Verbreitung
Marienkäfer sind weltweit verbreitet, sie kommen aber hauptsächlich in den Subtropen und Tropen bzw. in Afrika, Asien, Amerika, Australien und verschiedenen tropischen Inseln vor. In den kälteren Gebieten Amerikas und Asiens und auch in Europa sind sie eher artenarm vertreten, da sie warmes Klima bevorzugen. Das sieht man auch am verhältnismäßig artenreichen Süden Europas im Vergleich zum Norden.

### Lebensraum
Sie besiedeln unter anderem Wälder, Wiesen, Trockenrasen, Moore und Heiden, aber auch Parks und Gärten. Ihre Lebensräume hängen oft stark von den benötigten Pflanzen und der dort vorhandenen Nahrung ab. Die Heidekraut-Marienkäfer (Coccinella hieroglyphica) können nur dort leben, wo Heidekraut wächst. Die Vierzehnpunkt-Marienkäfer dagegen können sich an viele verschiedene Lebensräume anpassen.
Grundsätzlich gibt es drei Habitattypen pro Art:
- den der Entwicklung der Larven, die bestimmte Nahrung auf bestimmten Pflanzen benötigen,

- den der Entwicklung der Imagines, der oft mit dem der Larven übereinstimmt, aber bei Pollen fressenden Arten verschieden ist,

- den der Überwinterung, der oft weit vom Habitat der Entwicklung entfernt ist.

In Europa finden sich auch verschiedene Arten, die dort normalerweise keine idealen Bedingungen vorfinden, da sie entweder an kälteres oder warmes Klima gewöhnt sind. Diese Arten treten dann nur lokal an warmen, sonnigen Plätzen (Scymnus subvillosus) oder aber an kühlen Stellen wie um Moore (Siebenpunktiger Flach-Marienkäfer (Hippodamia septemmaculata)) auf.
Andere Arten, wie etwa Rhyzobius chrysomeloides, der in Osteuropa, Spanien und Italien vorkommt, und der Einfarbige Marienkäfer (Rhyzobius litura), der in Westeuropa und Griechenland beheimatet ist, schließen sich in ihrem Vorkommen aus (Vikarianz).

### Wanderzüge

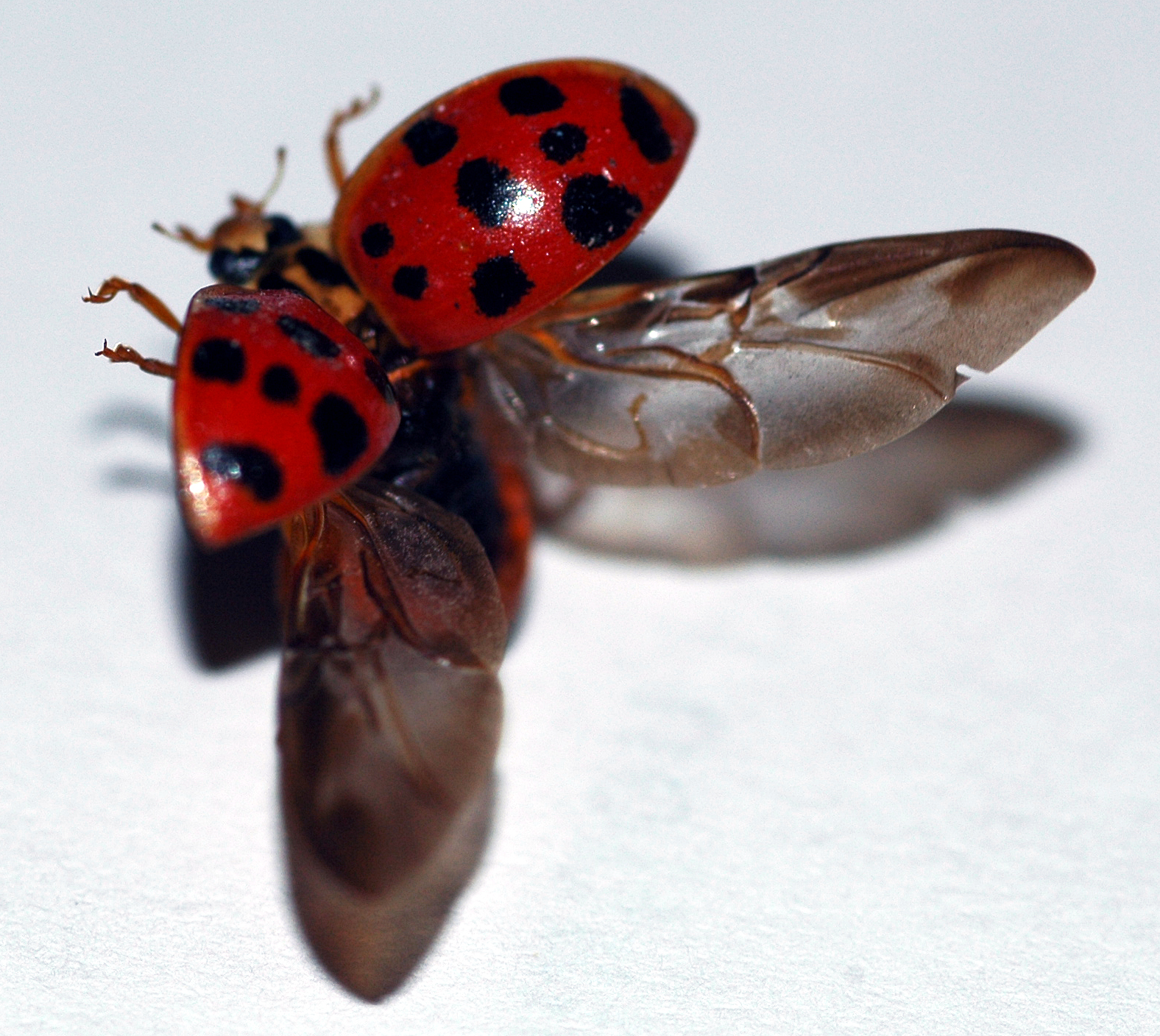
Flügel eines Asiatischen Marienkäfers (Harmonia axyridis)

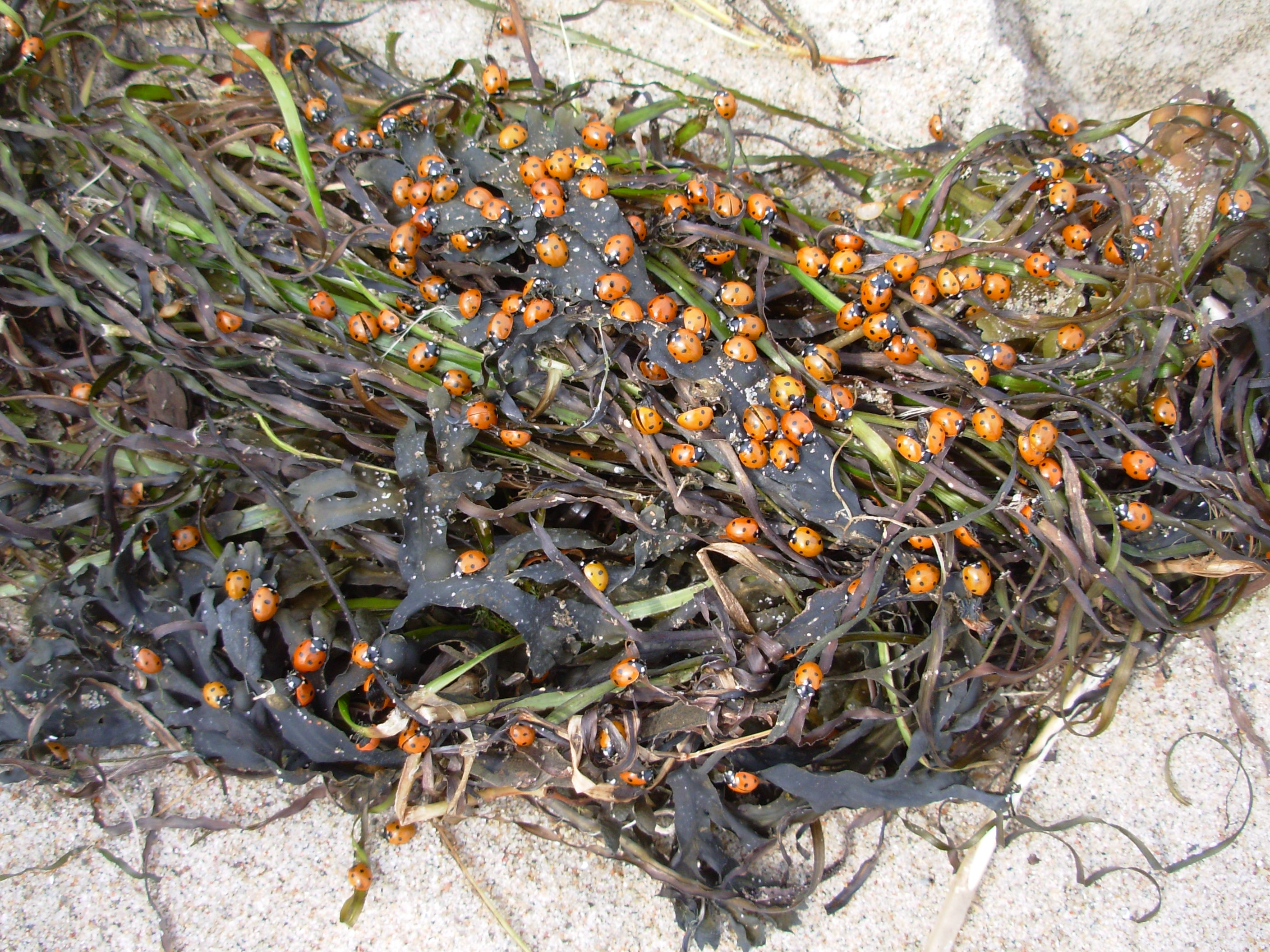
Erneuter Ansturm von Marienkäfern an der Ostsee August 2009

Die Käfer unternehmen verschiedene Arten von Flügen. Einerseits sind das kurze während der Nahrungssuche, andererseits auch solche, die sich über sehr große Distanzen erstrecken, um Überwinterungsplätze anzufliegen. Wenn sie in einem bestimmten Gebiet nicht genügend Nahrung finden, unternehmen sie auch Flüge in großen Schwärmen. Während ihrer Langstreckenflüge sind sie auf den Wind angewiesen und können selbst nur in geringem Maße die Flugrichtung beeinflussen. Sie orientieren sich optisch oder durch klimatische Faktoren. In Europa kann man nur selten solche Wanderzüge beobachten. Sie finden meist an der Küste statt. Manche Arten (etwa Spiladelpha barovskii) können gar nicht fliegen. Es gibt auch europäische Arten, wie etwa Rhyzobius litura, bei denen nur ein geringer Teil (etwa sieben Prozent) voll funktionstüchtige Flügel entwickelt. Die Entwicklung ist abhängig vom Lebensraum der Tiere. In Großbritannien beispielsweise sind die Flügel der Vierundzwanzigpunkt-Marienkäfer deutlich schlechter entwickelt als die der süd- und osteuropäischen Tiere. Eine Ursache dafür ist die unterschiedlich große Gefahr des Parasitenbefalls.
Die Käfer können durch den Luftraum unter den Deckflügeln gut passiv schwimmen und werden manchmal durch Hochwässer (vor allem im Winter) weit verdriftet. Auch können sie, wenn sie durch den Wind auf die offene See geweht werden und danach im Wasser landen, in großen Scharen an die Strände zurückgespült werden. Das kann durchaus beeindruckende Ausmaße erreichen. Zu hoher Wellengang lässt den Tieren allerdings keine Chance, von denen ohnedies nur ein geringer Teil die Gefahren des Wassers, der Brandung, des Sandes und der Süßwasserknappheit überlebt. Im Jahr 1989 wurde an der Ostsee ein riesiger Schwarm von Siebenpunkt-Marienkäfern durch den Wind an Land geweht. Da sie allesamt helle Farben zeigten, war zu erkennen, dass sie gerade erst geschlüpft waren. Sie starteten wahrscheinlich vom ca. 40 km entfernten Dänemark. Innerhalb von drei Stunden wurden ca. 27 bis 78 Millionen Individuen geschätzt. Diese setzten sich dann in großen Zahlen von über 1100 Tieren pro m² auf markanten Plätzen ab. Mehrere Tage später waren noch immer geschätzte 10 bis 20 Millionen Tiere in Strandnähe zu finden, welche aufgrund von Nahrungs- und Wassermangel begannen sich gegenseitig aufzufressen. Durch ihr Zwicken in die Haut vertrieben sie sogar die Badegäste. Zu einer ähnlich starken Marienkäferinvasion kam es Ende Juli/Anfang August 2009 an der Ostsee.

## Fortpflanzung und Entwicklung

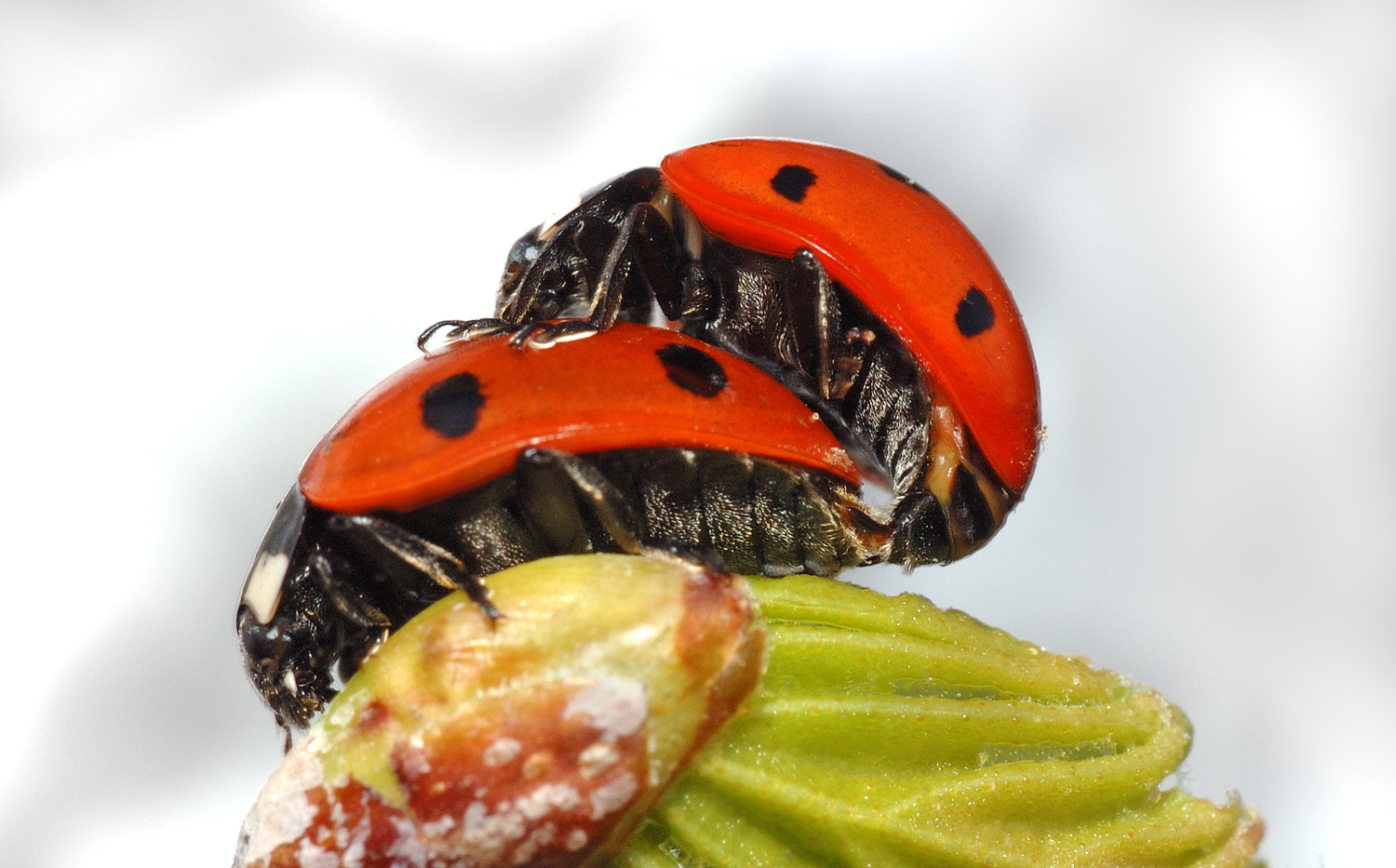
Siebenpunkt bei der Paarung

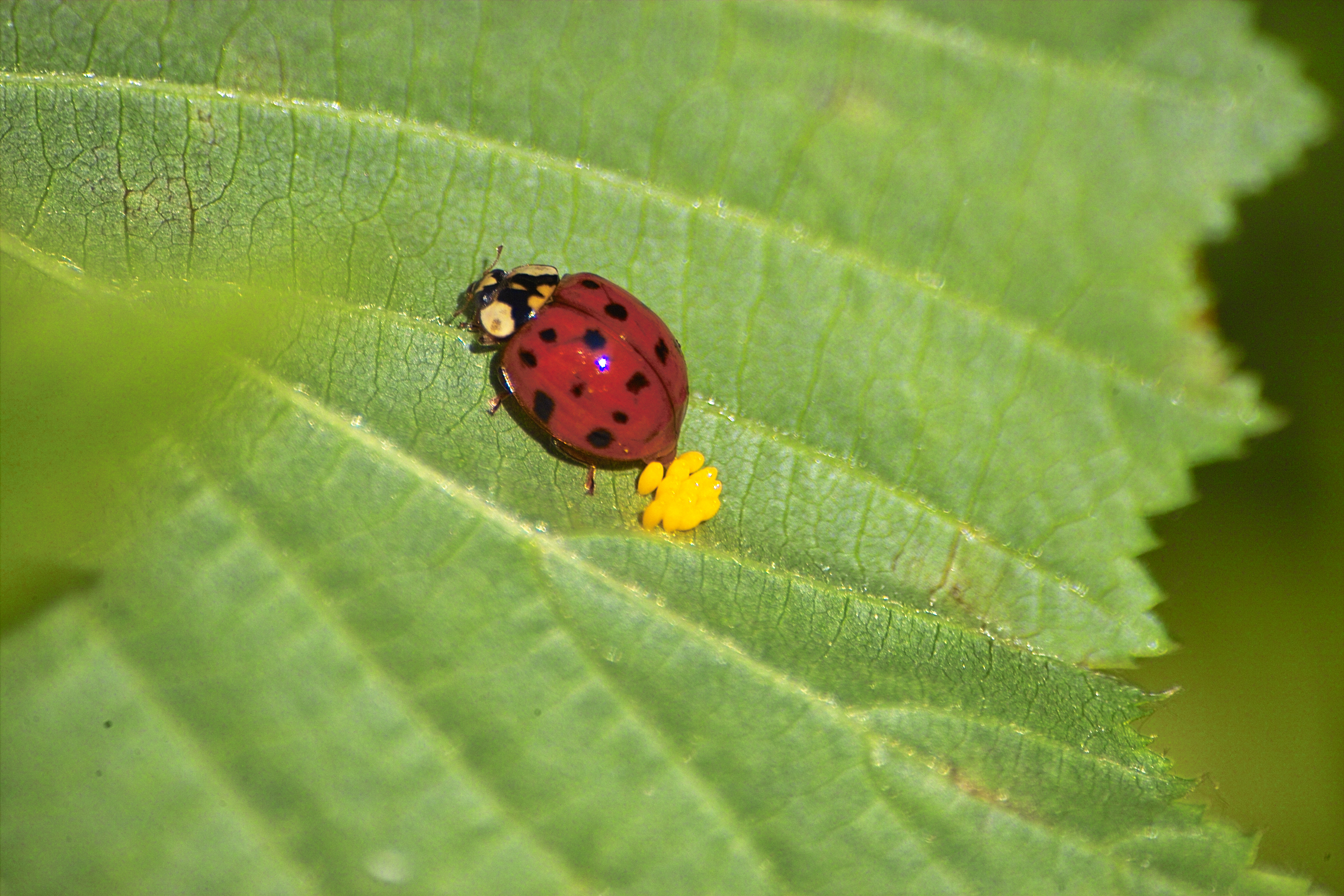
Marienkäfer bei der Eiablage

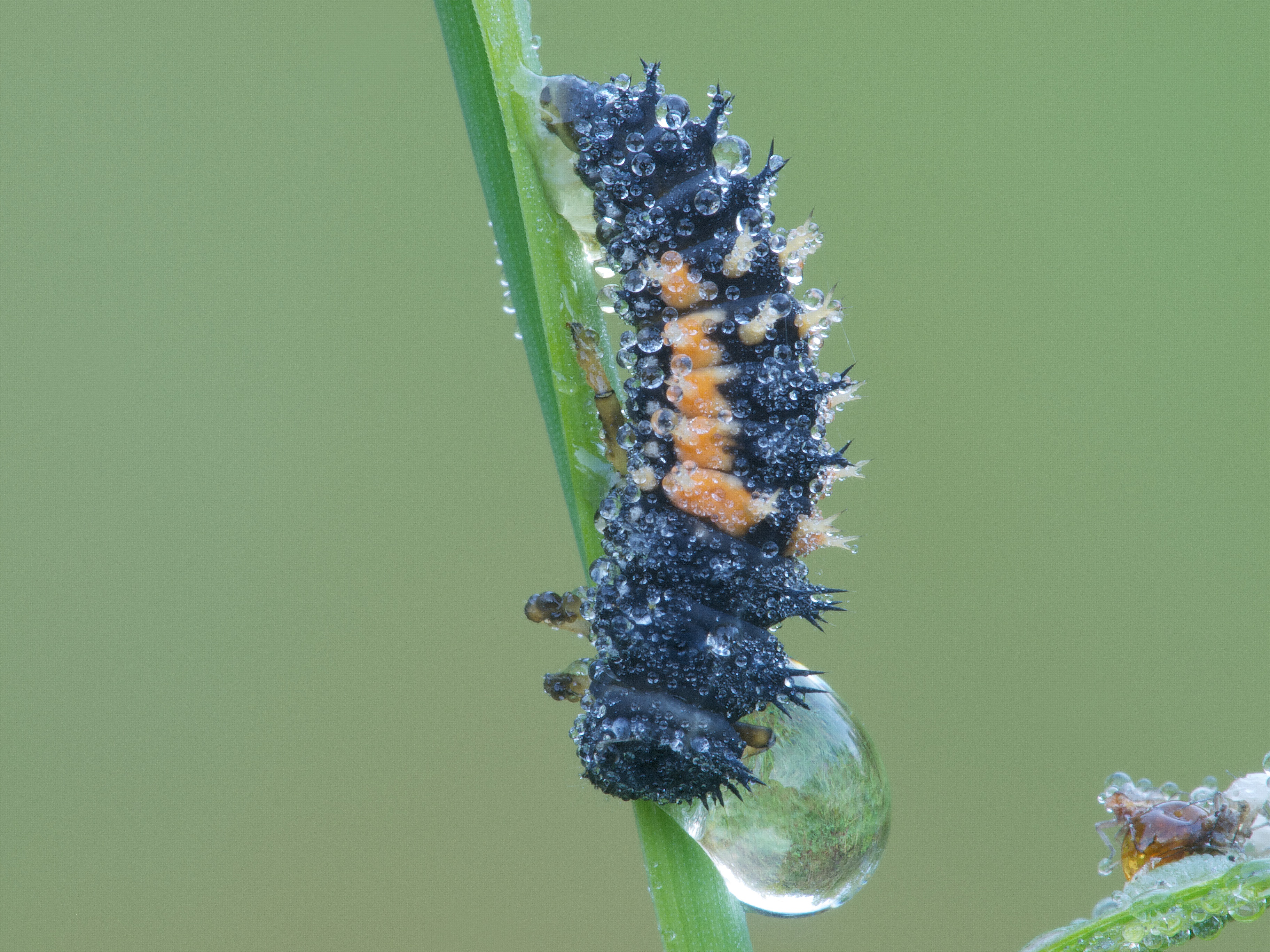
Larve des Asiatischen Marienkäfers (Harmonia axyridis)

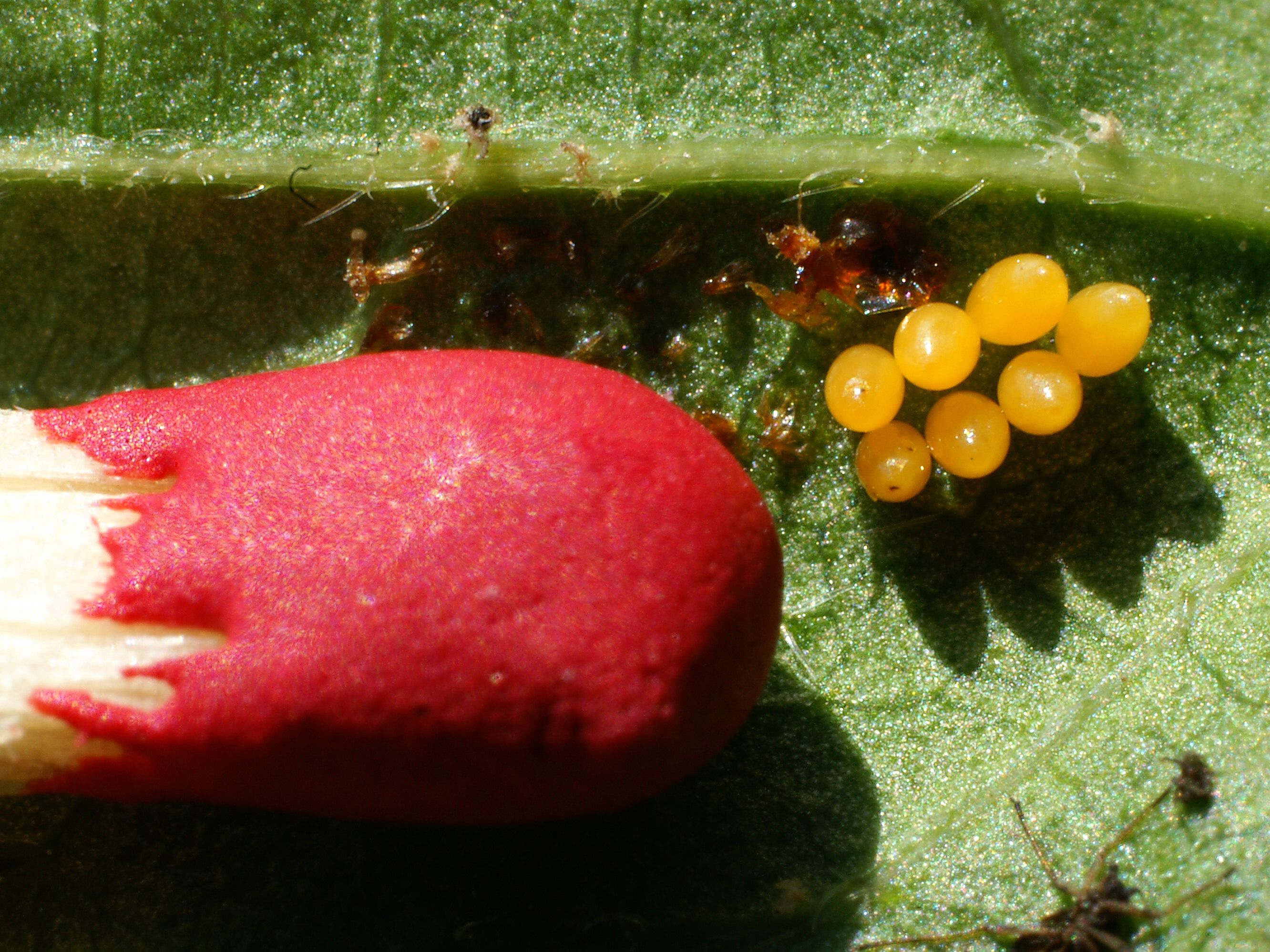
Größe der Eier eines Geleges im Vergleich zu einem Streichholz-Kopf

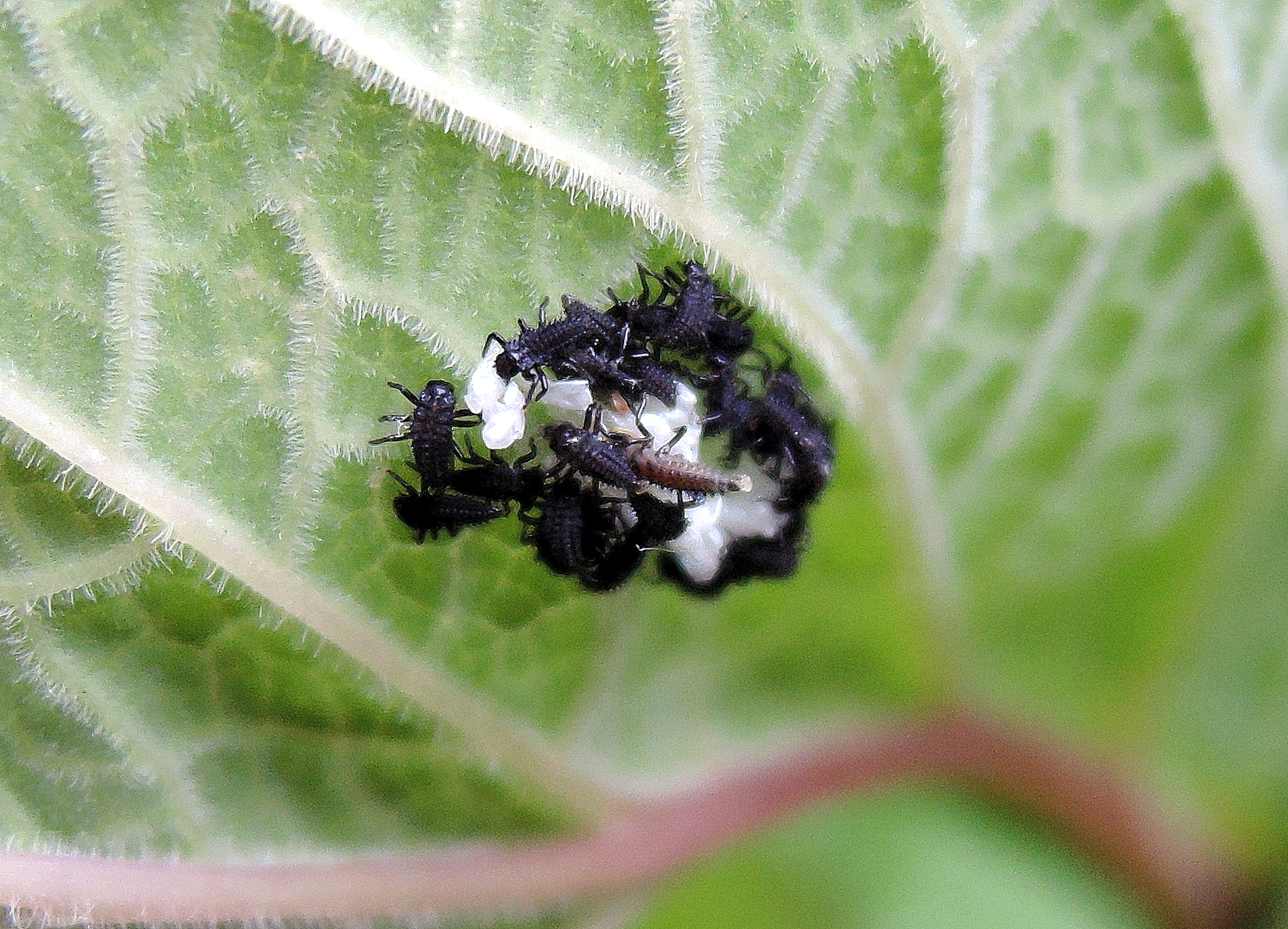
Frisch geschlüpfte Larven mit Gelegeresten

### Kopulation
Direkt nach der Überwinterung beginnen die Marienkäferpaare mit der Kopulation. Diese umfasst oft einen Zeitraum von 0,5 bis 18 Stunden, vollzieht sich aber wenig spektakulär. Mit der Spitze der Penisführungsrinne wird in das weibliche achte und neunte Sternit eingehakt, um die letzten Sternite auseinanderzudrücken. Dadurch kann der Penis des Männchens eindringen. Das Paar ist dabei sehr stark aneinandergeklammert. Es werden drei Spermatophoren übertragen. Nach der Paarung wird das Männchen entweder mit den Hinterbeinen oder durch seitliches Abrollen vom Weibchen gelöst. Zwar genügt eine Paarung, um das Weibchen dauerhaft zu begatten, doch werden oft bis zu 20 weitere mit anderen Männchen vollzogen. Bei den meisten Arten werden die Spermien vom Weibchen in einer Spermatheca (Receptaculum seminis) aufbewahrt. Bei Stethorus punctillum fehlt diese, weswegen über die gesamte fruchtbare Zeit neue Partner zur weiteren Befruchtung der nachreifenden Eier notwendig sind.
Hohe Temperaturen wirken sich auf das Paarungsverhalten bestimmter Arten aus: Die Gattung Aphidecta vermehrt sich dann explosionsartig. Die Populationsdynamik ist jedoch nicht nur von der Temperatur abhängig. Beispielsweise gehen beim Zweipunkt-Marienkäfer (Adalia bipunctata) im Sommer trotz erhöhter Tagestemperaturen die Paarungsaktivitäten zurück. Dies reduziert den Befall des Käfers durch die parasitische Milbe Coccipolipus hippodamiae, die bei der Paarung übertragen und verbreitet wird und zur Unfruchtbarkeit der Weibchen führen kann.

### Eier
Ende April bis Anfang Mai werden von den Marienkäfer-Weibchen bis zu 400 Eier, je nach Art in Portionen von 10 bis 60 Stück oder einzeln, an Pflanzen nahe geeigneter Nahrung abgelegt. Das geschieht meistens an der Blattunterseite bzw. gereiht an Nadeln oder in Ritzen von Rinde. Die Farbe und Form der Eier ist je nach Art sehr unterschiedlich. Die Länge variiert zwischen 0,4 und 2 Millimetern und die Form ist entweder schlank, normal oder gedrungen. Die Epilachna argus weichen mit ihren länglichen, spitzen Eiern ab. Die Eier sind bis auf jene der Epilachninae sämtlich ohne Struktur. Ihre Färbung ist normalerweise hellgelb bis orange, beim Schwarzen Kugelmarienkäfer (Stethorus punctillum) weißgrau.
Ihre Entwicklung ist unter anderem abhängig von der Temperatur und Luftfeuchtigkeit und ist etwa nach fünf bis acht Tagen abgeschlossen. Wenn die Temperatur unter den Toleranzwert sinkt (bei Stethorus punctillum ca. 12 °C) tritt ein Stillstand im Wachstum ein. Kurz vor dem Schlüpfen kann man die Larve durch die dünne Eihaut (Chorion) erkennen. Um sich aus dem Ei zu befreien, sind die Larven vieler Arten mit Eizähnen am Kopf, Rücken und Prothorax ausgestattet, die erst bei der ersten Häutung abgeworfen werden. Sie benötigen ca. eine Stunde, um das Ei zu öffnen, und eine weitere, um sich davon endgültig zu befreien.

### Entwicklung der Larve
Die geschlüpften Larven entwickeln sich innerhalb von 30 bis 60 Tagen. Während ihrer Entwicklung häuten sie sich je nach Art drei- bis viermal. Ihr Wachstum gestaltet sich je nach Körperteil unterschiedlich, und auch die Beborstung und Färbung ist in den verschiedenen Stadien unterschiedlich. Wenn sie ausgewachsen sind, kleben sie den Hinterleib mit Hilfe eines Sekrets an Blättern, Zweigen, Stämmen oder Rinde fest. Sie häuten sich danach noch einmal und schieben die Haut bis zum Befestigungspunkt an der Pflanze zurück. Sie verpuppen sich in einer Mumienpuppe, was untypisch für Käfer ist. Ihre Gliedmaßen und Fühler liegen nicht frei, sondern sind an den Körper geklebt. Die Farbe der Puppe variiert zwischen dunkel-, hell-, rotbraun oder grau und ist von der Umgebungstemperatur beeinflusst. Die frisch gehäutete Puppe beginnt sich in ihrer weiteren Entwicklung einzurollen und in der Farbe kräftiger zu werden, bevor aus ihr nach sechs bis neun Tagen der fertige Käfer schlüpft. Auch hier ist die Entwicklung von der Temperatur und Luftfeuchtigkeit abhängig. Anfänglich sind die frisch geschlüpften Käfer noch hell gefärbt, erlangen aber schon nach ein paar Stunden ihre eigentliche Farbe. Von der Larve bis zum fertig ausgebildeten Marienkäfer kann bis zu ein Jahr verstreichen.

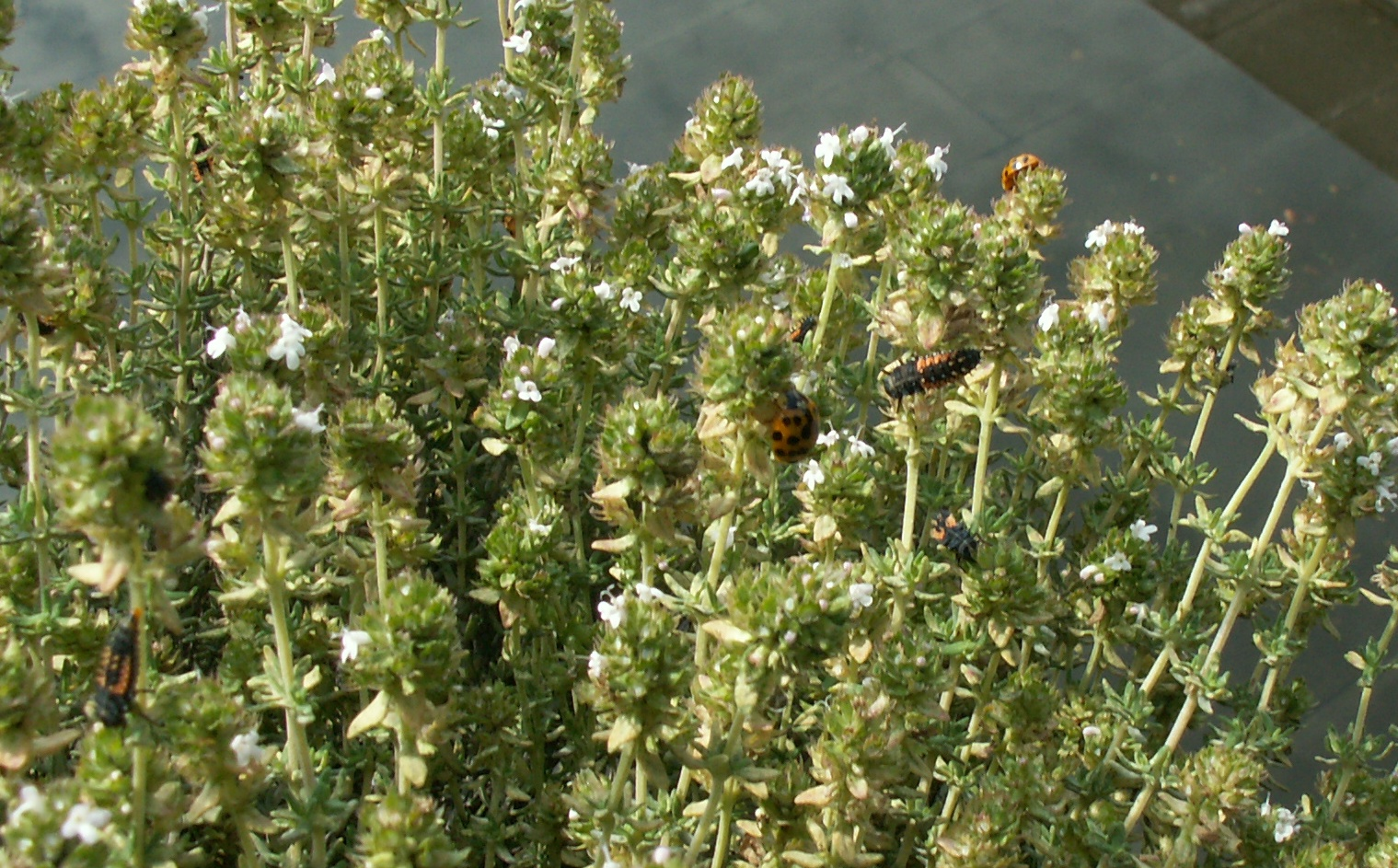
Marienkäfer in verschiedenen Stadien

Die Larven leben allesamt auf Pflanzen und stellen ihrer Beute (vor allem Pflanzenläusen) nach oder fressen Mehltau- oder Schimmelpilze.

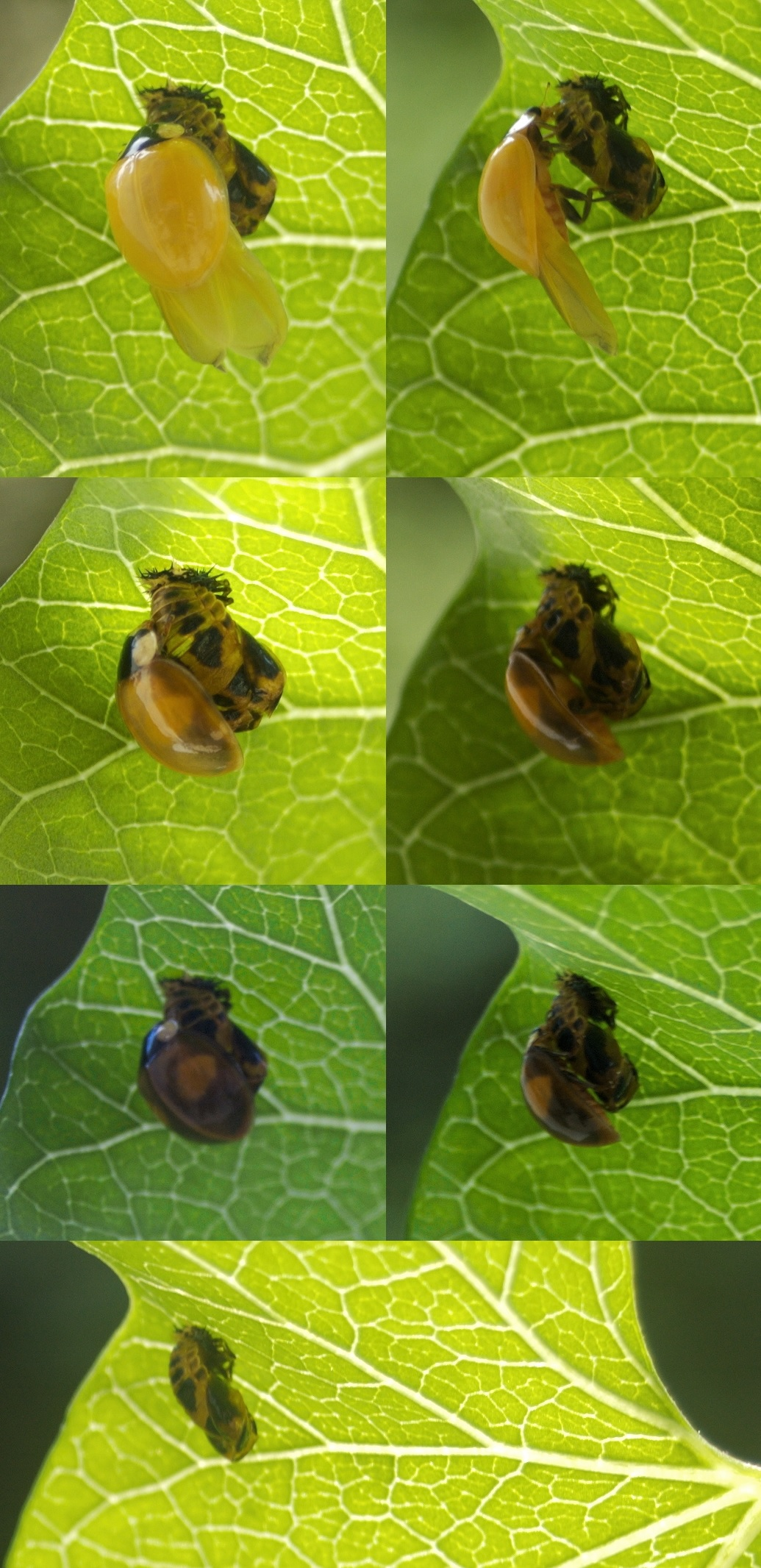
Ein frisch aus seiner Puppe geschlüpfter Marienkäfer und zwei bzw. vier Stunden später

### Vermehrung und Lebenserwartung
Die Marienkäfer vermehren sich in Mitteleuropa normalerweise zweimal im Jahr, sodass die zweite Generation im Juli oder August schlüpft und überwintert, bevor sie wiederum im Frühjahr ihre Eier ablegt. Für gewöhnlich leben die Marienkäfer Mitteleuropas ein Jahr lang und überwintern nur ein einziges Mal. Bei Vierzehnpunkt-Marienkäfern und Asiatischen Marienkäfern wurden auch schon zwei Überwinterungen beobachtet.

### Überwinterung

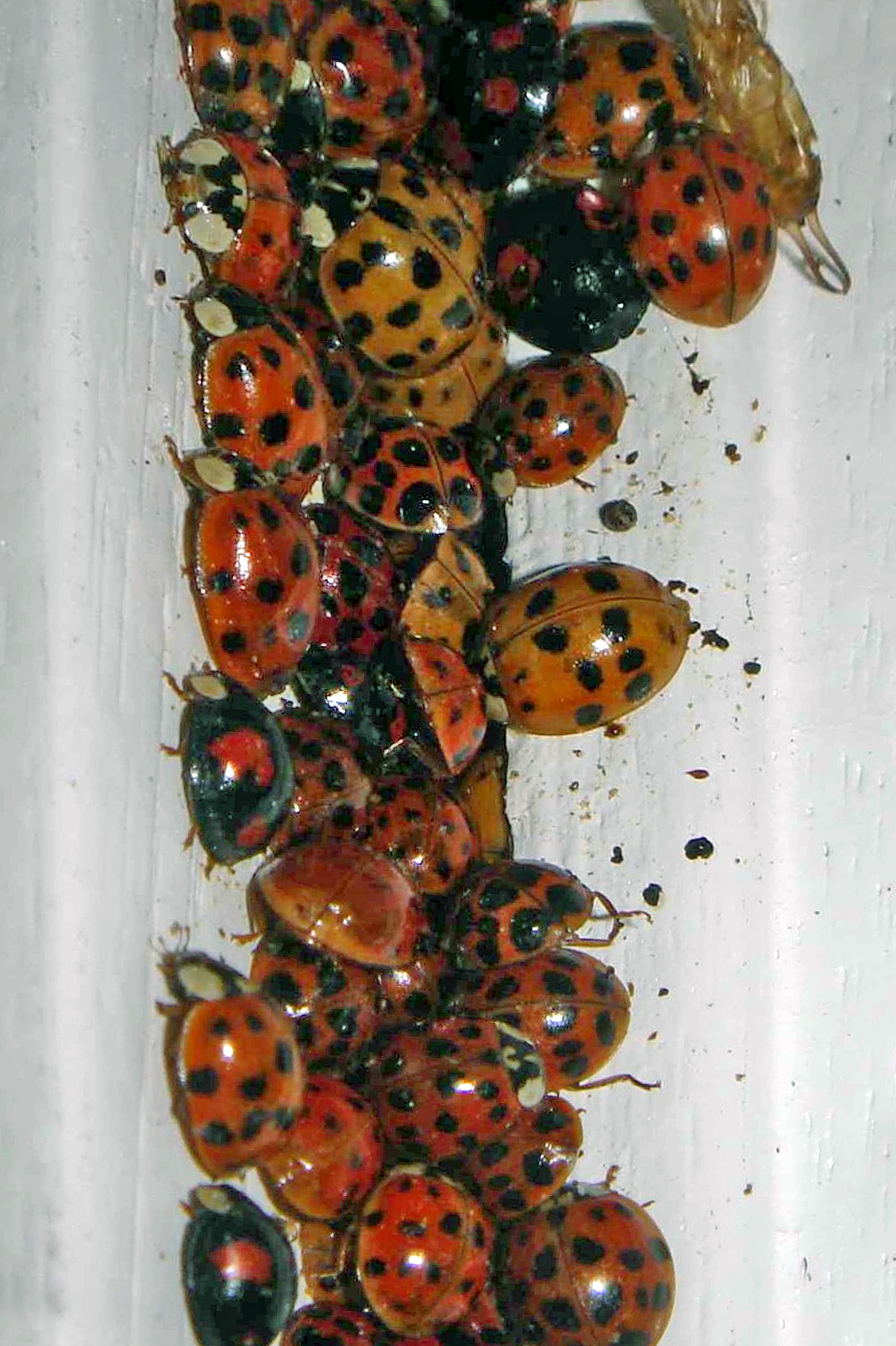
Marienkäfer überwintern in einem Fensterrahmen

Die Käfer überwintern gerne in großen Gruppen (Aggregation) und können so vor allem zwischen Doppelfenstern sehr lästig werden. Vor allem lausfressende Arten, deren Beute nur kurz auftritt, bilden große Aggregationen, auch um die Nahrungsknappheit bzw. heiße Sommer mit einer Dormanz zu überbrücken. Vor ihrem Schlaf sammeln sie Fett, Lipoide und Glykogen in ihrem Körper an, um davon während des Ruhens zu zehren. In Kalifornien wurden schon einmal an einem Überwinterungsplatz geschätzte 42 Millionen Tiere der Art Hippodamia convergens gesichtet. Das sind allerdings Einzelfälle.
Einzeln überwintern sie nur selten. Meist geschieht das in der oben beschriebenen Aggregation oder in kleinen Gruppen am Boden, unter lose aufliegenden großen Steinen, Rinde oder Laub, in Moos oder im Gras.

### Hybridisierung
Manchmal kommt es vor, dass sich nahe verwandte Arten untereinander kreuzen. Das kommt etwa in Zentralasien nahe Taschkent vor, wo sich die Verbreitungsgebiete des Strichfleckigen Marienkäfers Chilocorus bipustulatus und Ch. geminus überschneiden. Grundsätzlich sind die gekreuzten Nachkommen, wenn sie sich überhaupt entwickeln und lebensfähig sind, steril und können selbst keine Nachkommen zeugen. Sie weisen oft eine eigenartige Zeichnung auf, die mehr oder weniger den beiden gemischten Arten ähnelt.

### Voltinismus
Bei den Marienkäfern gibt es vier verschiedene Möglichkeiten der Generationenfolge (Voltinismus):
- univoltine Arten: Ihre Fortpflanzung findet im Sommer statt, nach einer eventuellen Sommerruhe überwintern die Tiere. Zu ihnen gehören die meisten mitteleuropäischen Arten.
- bivoltine Arten: Sie haben zwei Generationen pro Jahr, deren zweite entweder knapp nach der ersten Generation oder erst nach der Sommerruhe schlüpft. In Europa sind das zeitweise Adalia bipunctata oder Coccinella septempunctata.
- polyvoltine Arten mit Diapause: Hier treten viele Generationen pro Jahr auf, die anschließend überwintern. Sie kommen in warmen Gebieten vor, in denen es Winter gibt.
- polyvoltine Arten: Sie bringen ununterbrochen neue Generationen dort hervor, wo es keine Jahreszeiten gibt. Sie leben in den Tropen und warmen Gebieten wie in Indien, Florida und auf Hawaii.

## Natürliche Feinde
Marienkäfer haben zahlreiche Fressfeinde wie Vögel, Eidechsen, Spitzmäuse, Frösche, Spinnen und andere Insekten (vor allem Laufkäfer und Raubwanzen).
Daneben dienen sie als Wirte von Parasitoiden, vor allem aus der Gruppe der Hautflügler. Einige Arten der Marienkäfer haben einen besonderen, nur auf sie spezialisierten Feind, die Marienkäfer-Brackwespe (Dinocampus coccinellae). Mit ihrem Legeapparat legt die Brackwespe dem Käfer ein Ei unter die Deckflügel. Die geschlüpfte Larve ernährt sich von den Körpersäften und vom Fettgewebe des Käfers, um in ihm parasitär heranzuwachsen. Sie überwintert sogar mit ihm und tötet ihn erst im darauf folgenden Frühling, indem sie seine lebenswichtigen Organe frisst. Danach bricht sie durch die Hülle und verpuppt sich unter dem verendeten Käfer. Auch Erzwespen der Familie der Encyrtidae, vor allem die Gattung Homalotylus, setzen den Käfern parasitisch zu. Die Larven können sich nicht verpuppen, sie vertrocknen und werden von innen aufgefressen. Andere Parasiten wie Milben und Fadenwürmer schwächen die Käfer nur oder verwenden sie lediglich als Transportwirte.
Ameisen versuchen, die Käfer von den von ihnen gepflegten Blattlauskolonien zu vertreiben. Die Käfer und Larven sind zwar durch ihre Wachsschicht, träges Verhalten und Dornen bzw. ihre halbkugelig gewölbten und glatten Körper weitgehend geschützt, doch werden sie mitunter von den Blättern gestoßen oder manchmal sogar getötet. Am verwundbarsten sind aber die Eier, die den Feinden schutzlos ausgeliefert sind.
Die Käfer können sich auch mit Viren, Bakterien und Pilzen infizieren, was zu einer hohen Sterberate während der Winterruhe führt.

## Marienkäfer und Mensch
Der Marienkäfer wird wegen seiner Nützlichkeit geschätzt und gilt als Glückssymbol. Deshalb ist er ein beliebtes Motiv auf Glückwunschkarten, Briefmarken und in der Kunst. Auch der Name Marienkäfer weist hierauf hin: Wegen ihrer Nützlichkeit für die Landwirtschaft glaubten die Bauern, dass die Käfer ein Geschenk der Muttergottes seien, und benannten sie nach dieser. Der Siebenpunkt-Marienkäfer wird in Schweden „Marias Schlüsselmagd“ genannt. Heute steht das Glückssymbol im Vordergrund. In der Provence steht einem Mann die Heirat bevor, sollte ein Käfer auf ihm landen. Sind die Frauen ungeduldig, setzen sie einen Käfer auf den Zeigefinger und zählen die Sekunden bis zum Abflug. Jede Sekunde bedeutet ein Jahr warten bis zur Hochzeit.
Die Gründe, warum der Siebenpunkt-Marienkäfer die bekannteste und beliebteste Käferart ist, reichen über seine Häufigkeit innerhalb eines über tausende Jahre reichenden Zeitraums, seine auffällige Färbung, seine Flugfreudigkeit und Erhöhung der Beweglichkeit auf der warmen Menschenhaut, die Zahl Sieben als heiliges Symbol und die Assoziation der Farbe Rot mit Liebe.
Es gibt über 1500 regionale Bezeichnungen für den Marienkäfer, wobei meistens der Siebenpunkt-Marienkäfer gemeint ist. Im Folgenden einige Beispiele:
- Mariechenkäfer ist die Berlinische Variante des Namens
- Frauenkäfer, Muttergotteskäfer (im britischen Englisch heißt der Käfer ladybird (ursprünglich ladybird beetle) und im amerikanischen Englisch ladybug); dabei meinen Frau und lady ebenfalls Maria
- Herrgottskäfer, Gotteskäfer, Herrgottswürmchen für Bezüge zu Gott, eine evangelisch motivierte Vermeidung von Maria
- Herrgottssöönken, Muttergotteskindchen, Jesuskäferlein, als (evangelische) Bezüge zu Jesus Christus statt zu Maria
- Himmelskäferlein, eine evangelisch motivierte Vermeidung von Maria
- Ankenkäfer (Anken: „Butter“), vielleicht mit Bezugnahme auf die Fruchtbarkeit
- Läusfresser, Blattlauskäfer, Huppawermel (Hopfenwürmlein) für Bezüge zur Ernährung mit Blattläusen
- Maikäfer (nicht zu verwechseln mit dem eigentlichen Maikäfer)
- Junikäfer (nicht zu verwechseln mit den als Junikäfer bezeichneten Blatthornkäfern)
- Katharinenkäfer und ähnlich, vielleicht weil der heiligen Katharina Einfluss auf die Witterung zugesagt wird
- Glückskäferle, Brautmaneke (Brautmännchen)
- Sonnenkäfer
- Himmelmiezel, Himmelmietzchen (Sachsen, Erzgebirge); Mieze ist eine Koseform von Maria
- Rotkalbl, Bluthienla, Gelbhänschen, Goldschäfchen, Graupelmiezchen, Sprinzerl-Spranzerl für Bezüge zur Färbung und zu den Flecken
- Motschekiebchen, Mutschekiebchen oder Motscheküpchen (eigentlich „Kuhkälbchen“); auch Mufferküpchen oder Muhküpchen (Thüringen) oder Muhküfchen (Nordhessen), Marienkälbchen, Gotteskälbchen, Herrgottsöchslein für Bezüge zum Nutztier Kuh
- Olichsvöjelche („Ölvögelchen“), wegen des Reflexblutens
- Flimmflämmche (Niederrhein)

Häufig ist auch die fälschliche Bezeichnung „Mari(e)nenkäfer“.
Die wissenschaftliche Bezeichnung Coccinellidae leitet sich von „scharlachfarben“ (lat. coccinus, coccineus) beziehungsweise „in Scharlach gekleidet“ (coccinātus) ab. Der lateinische Ursprung des Namens findet sich auch in Französisch coccinelle und italienisch coccinella wieder.
Den wohl ältesten Beleg als Glückssymbol bietet ein ca. 20.000 Jahre alter, 1,5 cm großer aus Mammutelfenbein geschnitzter Marienkäfer, der durch eine Bohrung wahrscheinlich mit einer Schnur um den Hals getragen wurde. Er wurde in Laugerie-Basse im Département Dordogne (Frankreich) gefunden.
Der Siebenpunkt-Marienkäfer war das Insekt des Jahres 2006 in Deutschland und in Österreich.

### Marienkäfer in der Dichtung
Zahlreiche Dichter verfassten schon Texte mit oder über Marienkäfer. Sehr bekannt ist das Gedicht „Marienwürmchen“ aus Des Knaben Wunderhorn von Achim von Arnim und Clemens Brentano:
Marienwürmchen setze dich

Auf meine Hand,

Ich tu dir nichts zu Leide.

Es soll dir nichts zu Leid gescheh’n,

Will nur deine bunten Flügel seh’n,

Bunte Flügel meine Freude.

Marienwürmchen fliege weg,

Dein Häuschen brennt,

Die Kinder schrei’n so sehre.

Die böse Spinne spinnt sie ein,

Marienwürmchen, flieg’ hinein,

Deine Kinder schreien sehre.

Marienwürmchen, fliege hin

Zu Nachbars Kind’,

Sie tun dir nichts zu Leide.

Es soll dir da kein Leid gescheh’n,

Sie wollen deine bunten Flügel seh’n,

Und grüß’ sie alle beide.
Auch die Brüder Grimm schrieben über die „Marienwürmchen“:
Viel stätige Sitte ist noch in anderen Vergnügungen der Kinder. Das schöne, bunt punktierte Marienwürmchen setzen sie sich auf die Fingerspitzen und lassen es auf- und abkriechen, bis es fortfliegt. Dabei singen sie:

Marienwürmchen, fliege weg, fliege weg!

dein Häuschen brennt! die Kinder schrein!

### Schädlingsbekämpfer
Die Marienkäfer waren schon immer als Schädlingsbekämpfer gerne gesehen. Deswegen wurden sie auch aus verschiedenen Erdteilen importiert, um wiederum andere ungewollt eingeschleppte Arten zu bekämpfen. 1889 importierte man den australischen Marienkäfer Rodolia cardinalis nach Kalifornien, um die ebenfalls aus Australien stammende Schildlaus Icerya purchasi, die in Zitrusplantagen wütete, zu bekämpfen. Das war der erste Erfolg für die biologische Schädlingsbekämpfung. Bis heute wurden über 500 Millionen Marienkäfer dieser Art in Kalifornien gezüchtet und freigelassen. Auch der Siebenpunkt-Marienkäfer wurde 1973 in die USA eingeschleppt und ist jetzt dort nahezu überall verbreitet. In Europa wurde der Asiatische Marienkäfer (Harmonia axyridis) ebenfalls zur Schädlingsbekämpfung eingeführt. Das geschah auch in den USA und Kanada.
Die Einschleppung von Arten in ihnen fremde Ökosysteme bringt oft Probleme mit sich, die im Voraus nicht absehbar sind. Es ist auch unvorhersehbar, welche Folgen es hat, die Käfer in Gewächshäusern einzusetzen, da diese nicht hermetisch dicht sind und Käfer aus ihnen entweichen können. Für den Einsatz von natürlichen Fressfeinden zur Schädlingsbekämpfung spricht allerdings, dass dies nachhaltiger ist, da der Einsatz von handelsüblichen chemischen Schädlingsbekämpfungsmitteln, etwa zur Blattlaus-Bekämpfung, auch zur Dezimierung des (nützlichen) Marienkäfers beiträgt.
Probleme ergeben sich auch durch das Abwandern der Käfer bei zu geringer Beutetierdichte. Die Plantagen und Felder, auf denen die Tiere eingesetzt werden, müssen stark befallen sein, damit die Käfer ein Interesse am Bleiben haben.
Marienkäfer, zum Beispiel der Zweipunkt-Marienkäfer, werden auch gezielt zur Schädlingsbekämpfung gezüchtet.

### Marienkäfer als Schädling
Von den drei pflanzenfressenden Arten Mitteleuropas kann nur der Vierundzwanzigpunkt-Marienkäfer gelegentlich als Schädling auftreten. Meistens werden die Schäden in südlichen, warmen Ländern verzeichnet, in denen die Käfer bis zu drei Generationen pro Jahr hervorbringen. Sie schädigen besonders Luzernen und Zuckerrüben, unter anderem aber auch Klee, Kartoffeln, Nelken und Dahlien. Besonders bei gezüchteten Blüten können Fraßspuren den Verkauf der Pflanzen vereiteln. Epilachna varivestis ist in Mexiko ein gefürchteter Schädling an Bohnenkulturen. Man konnte die Art durch Gifte und auch durch Parasiten nicht eindämmen, nur die Verwendung von Chemosterilantien, die die Männchen unfruchtbar machen, zeigte Erfolg.

## Gefährdung und Schutz
Einige Marienkäferarten, vor allem jene, die auf spezielle Lebensräume angewiesen sind, sind stark gefährdet. Der Grund ist nicht allein, dass ihr Lebensraum sukzessive verbaut wird, sie reagieren auch viel empfindlicher auf Gifte, als es beispielsweise Blattläuse tun, die Populationen durch ihre rasante Vermehrung schnell wieder ausgleichen können. Das ist deshalb so, weil sie eine große Anzahl von vergifteten Beutetieren zu sich nehmen und dadurch einer viel höheren Dosis ausgesetzt sind. Vor allem Arten, die entweder Wärmeinseln oder Moore und Heiden besiedeln, sind mitsamt ihren Habitaten gefährdet.
Dadurch, dass viele Arten auf bestimmte Lebensräume und Umweltbedingungen spezialisiert sind, sind sie auch gute Bioindikatoren, die anzeigen, ob bestimmte Habitate (wie Heiden, Trockenrasen und Moore) in einem ökologisch guten Zustand sind.
Der Fichten-Kugelmarienkäfer zählt in einigen Bundesländern zu den gefährdeten Arten. Er wird zusammen mit 20 anderen von insgesamt 65 in Sachsen-Anhalt lebenden Marienkäferarten in der Roten Liste dieses Bundeslandes geführt. In Bayern stehen auch ca. 20 Arten auf der Roten Liste. Im österreichischen Bundesland Burgenland sind es derzeit 18.

## Systematik

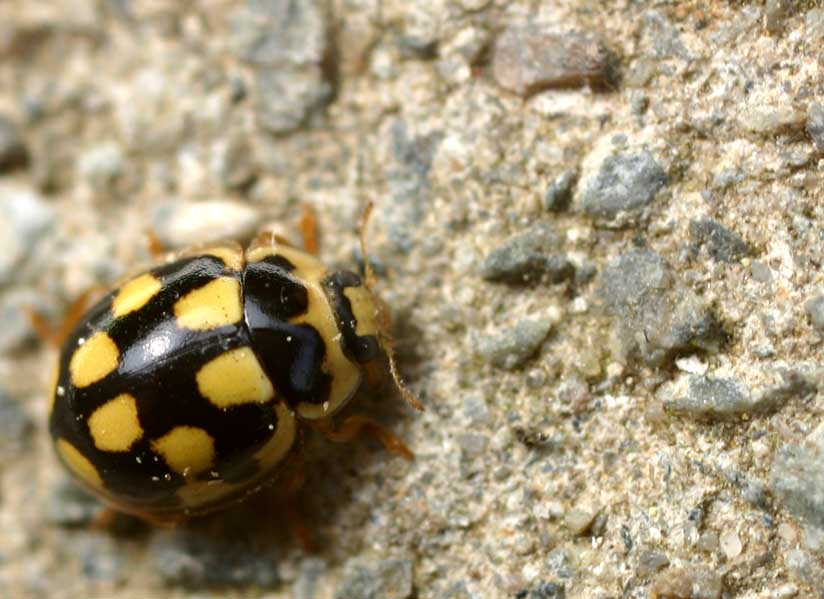
Vierzehnpunkt mit variabler Färbung

### Verhältnis zu anderen Käferfamilien
Innerhalb der Überfamilie Cucujoidea ist die Familie der Marienkäfer (Coccinellidae) am nächsten mit den Faulholzkäfern (Corylophidae) verwandt. Mit ihnen verbinden sie nicht nur Gleichheiten im Habitus, sondern auch in der Entwicklung der Larven. Weiterhin sind sie verwandt mit den Stäublingskäfern (Endomychidae). Das wesentliche Unterscheidungsmerkmal zwischen diesen beiden Familien ist der schlauchförmig verlängerte, gekrümmte Teil des männlichen Geschlechtsorgans (Sipho) und das Fehlen der Brücke des Tentoriums, einer Skelettstruktur im Kopf.

### Unterschiede zwischen den Unterfamilien
Bis vor Kurzem wurde die Familie in acht Unterfamilien unterteilt. Anhand neuester molekularbiologischer Untersuchungen geht man jedoch davon aus, dass die Familie aus nur zwei Unterfamilien, den Microweiseinae und den Coccinellinae besteht. Erstere umfassen Teile der ehemaligen Unterfamilie Sticholotidinae, zweitere umfasst neben den verbleibenden Sticholotidinae die ehemaligen Unterfamilien Chilocorinae, Coccidulinae, Scymninae, Ortaliinae und Epilachninae, die nun den Rang von Triben einnehmen.

### Taxonomie der Familie der Marienkäfer
Der Artenreichtum europäischer Marienkäfer ist groß und umfasst 75 Gattungen, mit über 250 Arten und Unterarten. Weltweit sind die Marienkäfer sogar mit über 6000 Arten in 360 Gattungen vertreten. Die Unterfamilie Microweiseinae umfasst nur 150 Arten in 23 Gattungen. Die übrigen Arten, darunter alle in Europa heimischen, gehören zur Unterfamilie Coccinellinae.
Diese Auflistung umfasst beispielhaft einige Arten aus der Unterfamilie Coccinellinae:
- Coccidulini
  - Glänzender Schlankmarienkäfer (Coccidula rufa)
  - Länglichovaler Marienkäfer (Rhyzobius chrysomeloides)
  - Einfarbiger Marienkäfer (Rhyzobius litura)
- Coccinellini
  - Achtzehnfleckiger Marienkäfer oder Kiefernwipfel-Marienkäfer (Myrrha octodecimguttata)
  - Ameisen-Siebenpunkt-Marienkäfer (Coccinella magnifica)
  - Asiatischer Marienkäfer (Harmonia axyridis)
  - Hippodamia undecimnotata
  - Augenmarienkäfer oder Augenfleck-Marienkäfer (Anatis ocellata)
  - Berg-Marienkäfer (Hippodamia notata)
  - Dreizehnpunkt-Marienkäfer oder Dreizehnpunktiger Sumpfmarienkäfer (Hippodamia tredecimpunctata)
  - Elfpunkt-Marienkäfer (Coccinella undecimpunctata)
  - Fünfpunkt-Marienkäfer (Coccinella quinquepunctata)
  - Heidekraut-Marienkäfer (Coccinella hieroglyphica)
  - Coccinella transversalis
  - Kugeliger Marienkäfer oder Pappelmarienkäfer (Oenopia conglobata)
  - Oenopia lyncea
  - Längsfleckiger Marienkäfer oder Gestreifter Marienkäfer (Myzia oblongoguttata)
  - Licht-Marienkäfer oder Zehnflecken-Marienkäfer (Calvia decemguttata)
  - Nadelbaum-Marienkäfer (Aphidecta obliterata)
  - Schöner Marienkäfer (Sospita vigintiguttata)
  - Siebenpunkt-Marienkäfer (Coccinella septempunctata)
  - Siebenpunktiger Flach-Marienkäfer (Hippodamia septemmaculata)
  - Neunzehnpunkt-Marienkäfer oder Teich-Marienkäfer (Anisosticta novemdecimpunctata)
  - Trockenrasen-Marienkäfer (Coccinula quatuordecimpustulata)
  - Ungefleckter Marienkäfer (Oenopia impustulata)
  - Variabler Flach-Marienkäfer (Hippodamia variegata)
  - Vierpunkt-Marienkäfer (Harmonia quadripunctata)
  - Vierzehnpunkt-Marienkäfer oder Schachbrett-Marienkäfer (Propylea quatuordecimpunctata)
  - Vierzehntropfiger Marienkäfer oder Blattfloh-Marienkäfer (Calvia quatuordecimguttata)
  - Zehnpunkt-Marienkäfer (Adalia decempunctata)
  - Zweipunkt-Marienkäfer (Adalia bipunctata)
  - Fichten-Marienkäfer (Adalia conglomerata)
  - Sechzehnfleckiger Marienkäfer oder Sechzehnfleckiger Pilz-Marienkäfer (Halyzia sedecimguttata)
  - Sechzehnpunkt-Marienkäfer (Tytthaspis sedecimpunctata)
  - Zweiundzwanzigpunkt-Marienkäfer oder Gemeiner Pilz-Marienkäfer (Psyllobora (Thea) vigintiduopunctata)
- Scymnini
  - Schwarzer Kugelmarienkäfer (Stethorus punctillum)
  - Bogen-Zwergmarienkäfer (Clitostethus arcuatus)
  - Sasajiscymnus tsugae
  - Fichten-Kugelmarienkäfer (Scymnus abietis)
  - Schrägbinden-Zwergmarienkäfer (Scymnus subvillosus)
  - Schwarzer Kugelkäfer (Scymnus nigrinus)
  - Reppener Kugelkäfer (Hyperaspis reppensis)
- Chilocorini
  - Rainfarn-Marienkäfer (Platynaspis luteorubra)
  - Nierenfleckiger Kugelmarienkäfer oder Rundfleckiger Schildlaus-Marienkäfer (Chilocorus renipustulatus)
  - Strichfleckiger Marienkäfer oder Strichfleckiger Schildlaus-Marienkäfer (Chilocorus bipustulatus)
  - Curinus coeruleus
  - Schwarzer Schildlaus-Marienkäfer (Exochomus nigromaculatus)
  - Vierfleckiger Kugelmarienkäfer oder Vierfleckiger Schildlaus-Marienkäfer (Exochomus quadripustulatus)
- Epilachnini
  - Mexikanischer Bohnenkäfer (Epilachna varivestis)
  - Vierundzwanzigpunkt-Marienkäfer oder Luzerne-Marienkäfer (Subcoccinella vigintiquatuorpunctata )
  - Zaunrüben-Marienkäfer (Henosepilachna argus)
  - Gras-Marienkäfer (Cynegetis impunctata)